# Mostaganem

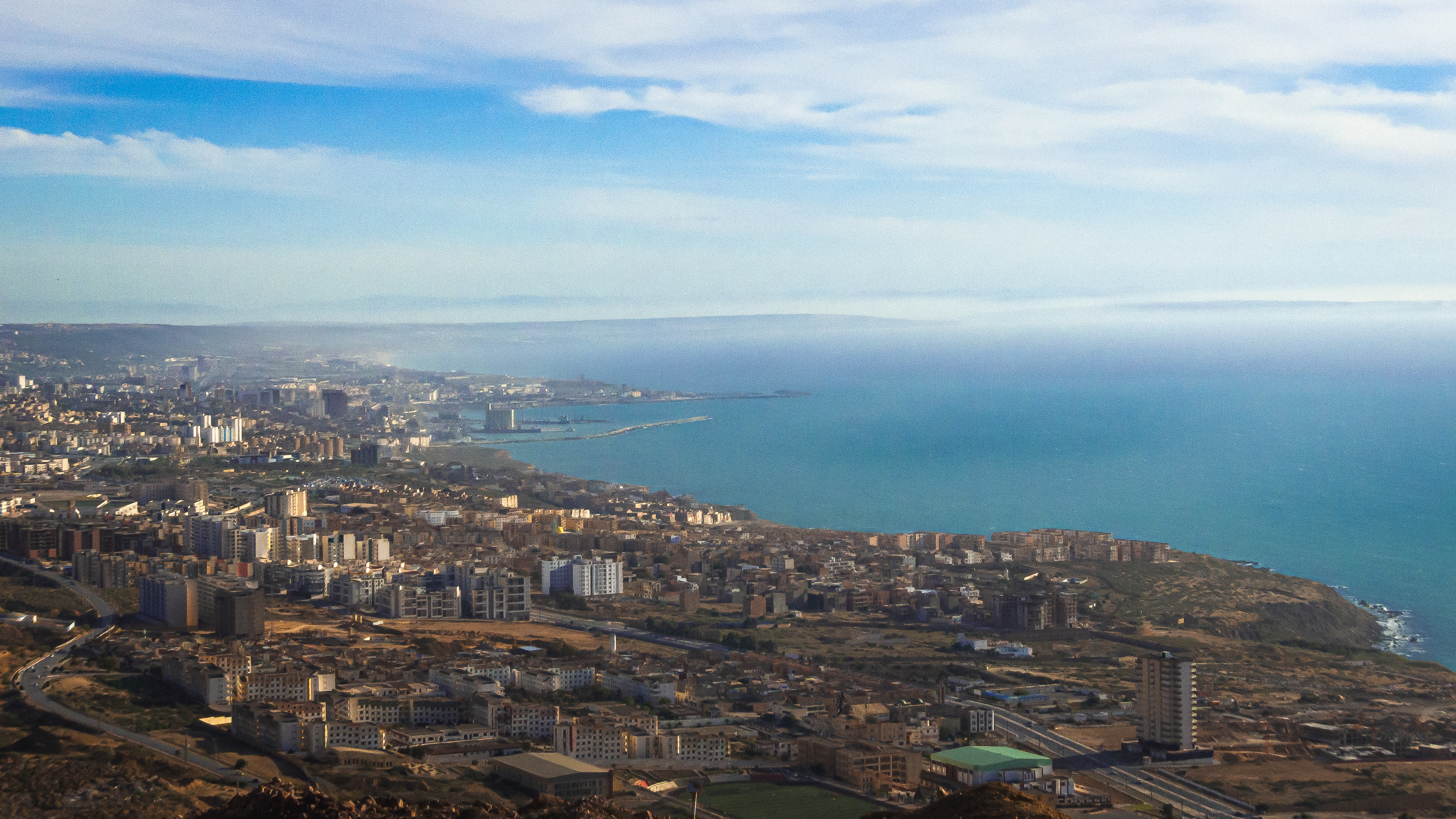
Mostaganem vue du Djebel Diss

Mostaganem (en arabe : مستغانم Mustaġānam  ou Mustaġānim  ; prononcé localement, Mestghalim, en tamazight : Mestɣalim - ⵎⴻⵙⵜⵖⴰⵍⵉⵎ ) est une commune algérienne de la wilaya de Mostaganem dont elle est le chef-lieu. Ville portuaire de la Méditerranée, elle est située au nord-ouest de l'Algérie, en bordure du golfe de Mostaganem, à 80,7 km à l'est d'Oran et à 363 km à l'ouest d'Alger. Elle est l'une des plus importantes villes de l'Ouest algérien et du littoral algérien.
Considérée en Algérie comme la « capitale du Dahra », l'agglomération de Mostaganem s'étend de la commune du même nom sur les communes de Mazagran et de Sayada et comprend une population de 162 885 habitants en 2008. Elle est également une ville culturelle et artistique importante, foyer de la tariqa El-Alaouiya, implantée dans plusieurs pays et dotée d'un riche patrimoine et d'une création artistique active notamment dans la musique chaâbi. 

## Toponymie

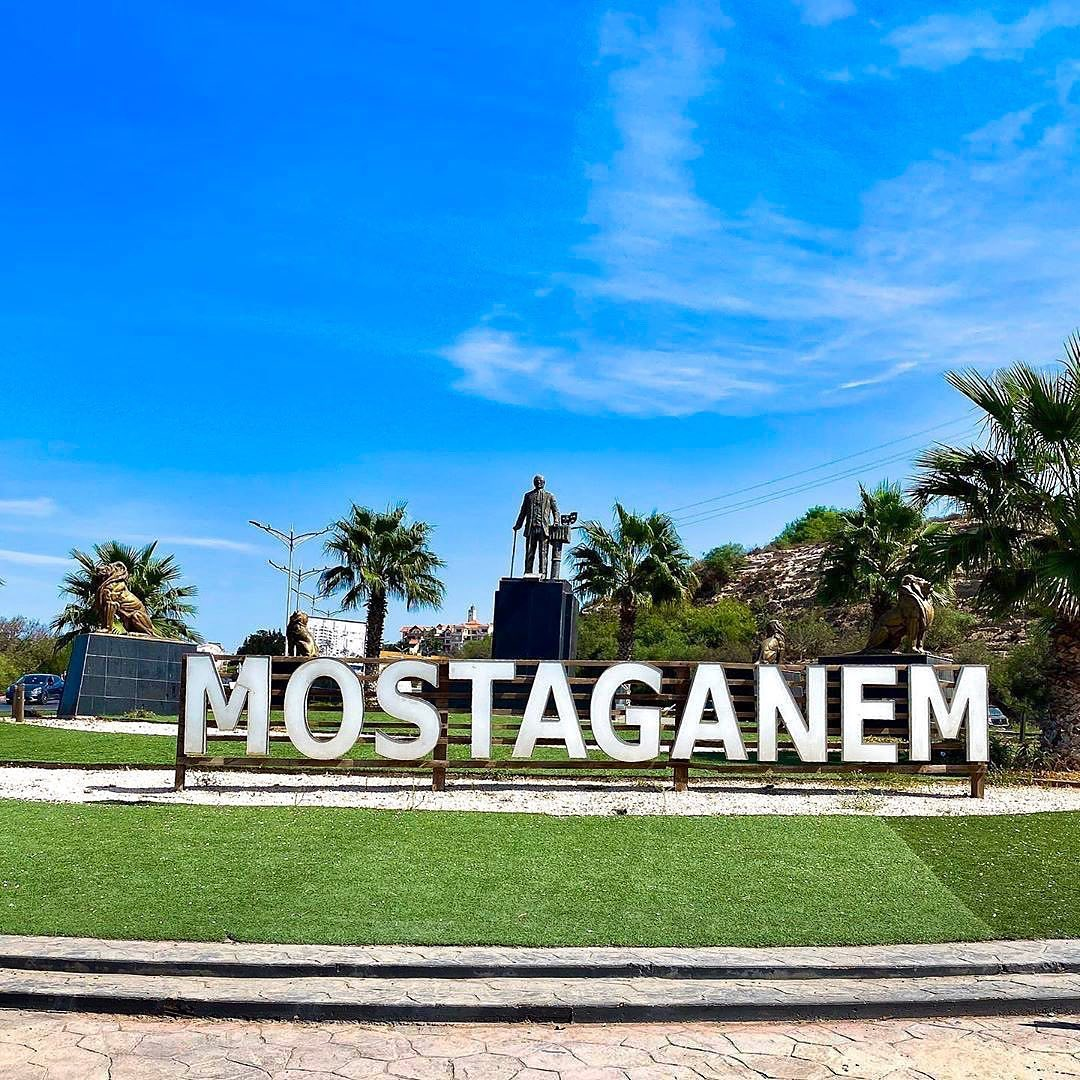
Le nom de la ville actuelle.

L’étymologie du mot Mustaghanim n'a eu d'explication précise et académique que récemment. La toponymie berbère du lieu n'est pas une exception dans le paysage algérien. Dans le temps, plusieurs essais d’explication ont été avancés : « Mostaganem » serait composée de deux termes distincts, mais il existe plusieurs significations des deux termes :
- Marsa et Ranem, qui signifie « le port du butin »[4] ;
- Misk el Ghanem, qui signifie « abondance de troupeaux ».
- Mecta aghanim, qui signifie « station aux roseaux », mecta en arabe et aghanim en berbère[5].

Le nom que la ville portait dans l'Antiquité, à l'époque où elle était un port phénicien, serait déjà Murustaga et est à rapprocher étymologiquement de son nom actuel . Le toponyme de la ville figure dans les textes médiauvaux arabes sous la forme : Mostaganem. 
La plupart des historiens du Centre de recherche en anthropologie sociale et culturelle (CRASC), à l'instar de l'historien Bourahla Abdelkader, s'accordent à dire que le nom de Mostaganem provient du berbère : mmas qui veut dire « centre » ou « au milieu » et tghanim(in) qui veut dire « les roseaux ».
Le nom de Tigdit, est cité comme le premier toponyme de Mostaganem, il est aujourd'hui l'un de ses quartiers. Il vient du berbère et signifie non pas la nouvelle (ville), Tigdit étant au contraire le noyau primitif de la ville, mais « sablière » (de igdi, ijdi, nom du sable en berbère).
Mostaganem est parfois surnommée la « ville des Mimosas ».

## Géographie

### Situation
Le territoire de la commune de Mostaganem est situé à l'ouest de sa wilaya, à 363 km à l'ouest d'Alger, à 80,7 km à l'est d'Oran, à 48 km d'Arzew et à 81 km au nord de Mascara.
| Mer Méditerranée | Abdelmalek Ramdane | Aïn Boudinar       |
| Mer Méditerranée | Mostaganem         | Kheireddine,Sayada |
| Mer Méditerranée | Mazagran           | Hassi Mameche      |

### Relief

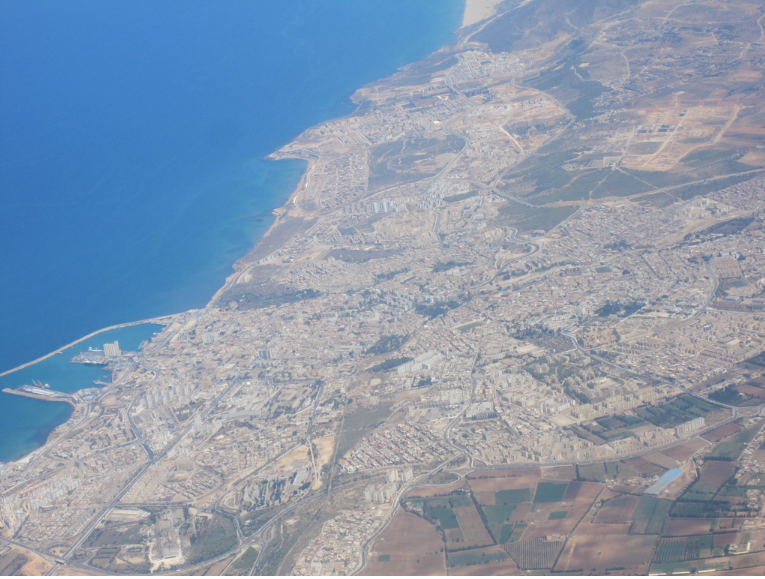
Vue aérienne de Mostaganem.

Mostaganem est située à 104 mètres d'altitude sur le rebord d’un plateau côtier. La ville contemple à l’ouest la large baie d’Arzew que termine le djebel Orousse.
La ville est assise sur les rives de l’Aïn Sefra dont, à plusieurs reprises et notamment en 1927, elle a eu à subir les crues. Elle se compose d’une ville neuve, très étendue, et d’une vieille ville, plus compacte, accrochées de part et d’autre d’un profond ravin creusé par l’Aïn Sefra, qui arrose des jardins. La localité est située au débouché des plaines du Chélif et de la Macta.

### Climat
Le climat de Mostaganem se caractérise par une température douce, la faiblesse des écarts thermiques et l’alternance quasi quotidienne des brises de mer et de terre. La classification de Köppen est de type BSk. La température moyenne est de 17.9 °C
| Mois                              | jan. | fév. | mars | avril | mai  | juin | jui. | août | sep. | oct. | nov. | déc. | année |
| --------------------------------- | ---- | ---- | ---- | ----- | ---- | ---- | ---- | ---- | ---- | ---- | ---- | ---- | ----- |
| Température minimale moyenne (°C) | 8,3  | 9,1  | 10,6 | 12,8  | 15,2 | 18,5 | 20,9 | 21,9 | 19,8 | 16,3 | 12   | 9,3  |       |
| Température moyenne (°C)          | 11   | 12   | 14   | 17    | 19   | 21   | 24   | 25   | 23   | 20   | 16   | 13   | 17    |
| Température maximale moyenne (°C) | 15,3 | 16   | 17,4 | 19,2  | 21,9 | 25   | 27,8 | 28,4 | 26,5 | 23   | 19   | 16   |       |
| Précipitations (mm)               | 92   | 72   | 60   | 40    | 35   | 9    | 2    | 3    | 16   | 46   | 76   | 75   | 524   |

| Diagramme climatique                                  |         |            |            |            |         |           |           |            |          |        |         |
| J                                                     | F       | M          | A          | M          | J       | J         | A         | S          | O        | N      | D       |
| 15,38,392                                             | 169,172 | 17,410,660 | 19,212,840 | 21,915,235 | 2518,59 | 27,820,92 | 28,421,93 | 26,519,816 | 2316,346 | 191276 | 169,375 |
| Moyennes : • Temp. maxi et mini °C • Précipitation mm |         |            |            |            |         |           |           |            |          |        |         |

## Transports

### Transport maritime
Mostaganem est une ville portuaire, le port est situé dans le golfe d'Arzew d’une superficie de 68 ha et compte deux bassins. Les travaux ont commencé en 1890 et achevés en 1904. Le port de Mostaganem est l'un des ports les plus importants d'Algérie et du Maghreb, car il relie de nombreuses lignes et est considéré comme un point de connexion entre l’est et l’ouest .
En 2009, quatre lignes maritimes régulières relient le port de Mostaganem vers des villes internationales : Houston, Anvers, Brême, Marseille et enfin une nouvelle ligne reliant la province espagnole de Castellón à Mostaganem.

### Transport aérien
L'aéroport de Mostaganem est un aéroport de fret mixte militaire et civil utilisé sporadiquement en Algérie (son code IATA : MQV ), situé à environ 6,8 km du centre-ville de Mostaganem.
La réhabilitation a commencé en 2017 pour accueillir des vols régionaux, en premier lieu une destination vers Alger.
L'aéroport le plus proche de Mostaganem est l'aéroport de Oran (code IATA : ORN) à 71.7 kilomètres.

### Transport ferroviaire
Un décret impérial à l'époque coloniale française du 10 avril 1857 décide de la création des lignes de chemin de fer d'Alger à Oran et de Mostaganem à Rélizane, Le transport ferroviaire connaît un nouveau développement depuis le début des années 1970, notamment par la mise en circulation d'un train interurbain reliant Mostaganem à Mohammadia.

### Entreprises de transport
Entreprise de transport urbain et suburbain  de Mostaganem (ETUSM)

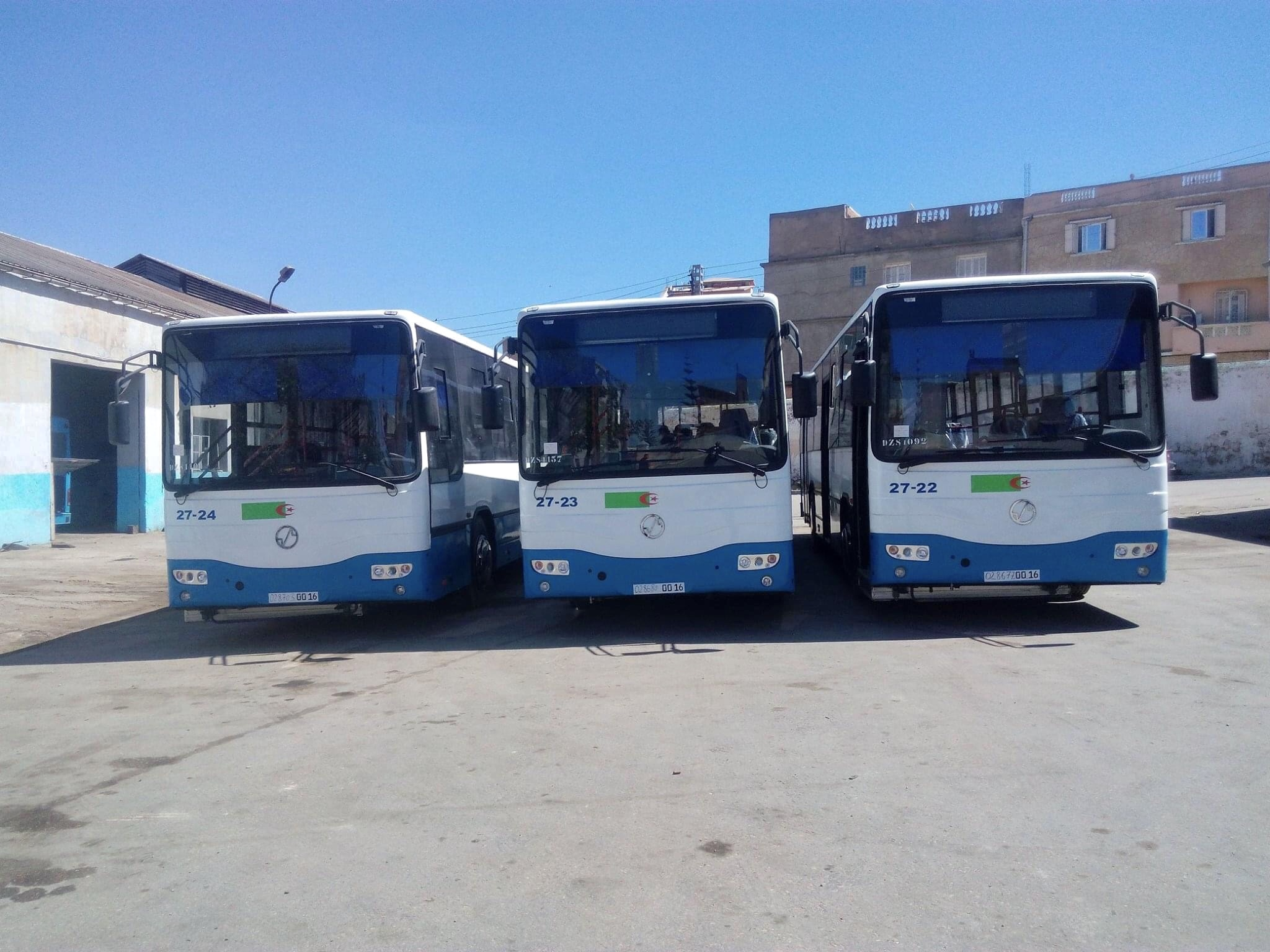

En 2011, l'entreprise publique de transport urbain de Mostaganem est entrée en service. Elle dessert le centre-ville de Mostaganem, les quartiers périphériques, à l'instar de la Salamandre et de Kharroba ainsi que les agglomérations de Mazagran et Sayada.

### Nouvelle gare routière
En 2012, une nouvelle gare routière « inter-wilaya » a été inaugurée, elle se situe sur la route nationale RN23 qui mène à Mesra et à la wilaya de Relizane.

### Tramway de Mostaganem
Le tramway de Mostaganem a été inauguré en 2023 et comprend deux lignes (14,2 km). La première s'étend sur une distance de 12,2 km et relie le pôle universitaire de Kharouba avec le lycée Oukraf-Mohamed à quelques mètres de la corniche de la Salamandre en passant par le centre-ville. La seconde ligne s'étend sur 2 km, de l'ancienne gare SNTF au centre-ville, et dessert les quartiers de Beymouth, Saint-Jules et la Cité-5-juillet-1962 en passant par l'avenue Benyahia-Belkacem, afin de rejoindre la nouvelle gare routière à proximité de la première rocade.

### Routes
La ville de Mostaganem est desservie par plusieurs routes nationales:
- Route nationale 11 : RN11 (Route d'Oran).

- Route nationale 17 : RN17 (Route de Mascara

- Route de Relizane par la ville de Mesra

- une rocade  du métropole de Mostaganem reliant  Kharouba à Mazagran.

- Autoroute A60 ainsi que plusieurs voies rapides.

## Histoire

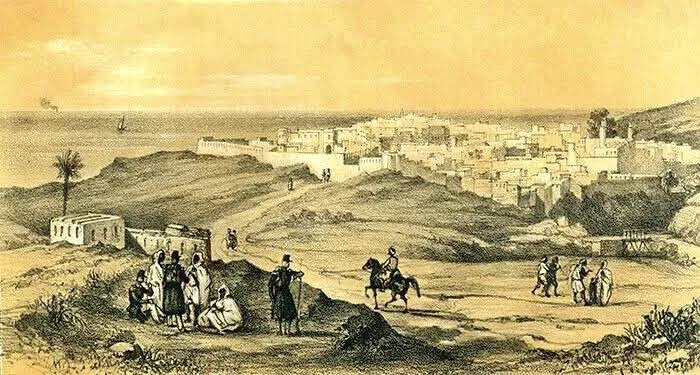
Mostaganem avant 1830

Mostaganem fait partie des villes patrimoniales de l’Algérie, qui sont organisées partiellement ou dans leur totalité, autour de sites historiques et de vieux quartiers. La conception de ces sites historiques est souvent considérée comme une vraie leçon d’architecture, témoins de l’histoire, des traditions et de la culture du pays.

### Préhistoire
La région de Mostaganem était peuplée depuis la période préhistorique, lorsque les premiers humains s'y sont installés. Le site de Majdoub, date de la période du premier âge de pierre. Les premiers vestiges de présence humaine dans la région remontent à environ 30 000 av. J.-C. (paléolithique moyen).

### Antiquité

Localisation des cités romaines de l'afrique romaine.

La ville de Mostaganem a été fondée à l'époque phénicienne sous le nom de Murustaga, et elle se présentait sous la forme d'un port et d'un terminal maritime reliant l'Est et l'Ouest[pas clair]. La région produisait du blé et de l'orge, ainsi que de l'huile d'olive et du liège.
La présence phénicienne dans la région de Mostaganem était plus marquée dans le port de Kiza, situé dans la commune de  Sidi Belattar à 26 km à l'est de Mostaganem et qui faisait partie du royaume de Numidie. Ce site archéologique dispose des vestiges dont des céramiques remontant aux périodes phénicienne et romaine.
La ville fut reconstruite par les Romains qui lui donnèrent, au temps de Gallien (260-268), le nom de Cartenna. Le site semble avoir été occupé durant le haut Moyen Âge. Selon une hypothèse largement répandue, il est supposé qu'au cours du IIIe siècle après J.-C., l'Afrique septentrionale fut ravagée par des tremblements de terre dévastateurs. De nombreuses villes, notamment celles situées sur le littoral, furent submergées. Murustaga ne fut pas épargnée par cette catastrophe naturelle. L'apparence abrupte de la côte de Mostaganem peut être attribuée en partie à ces événements.

### Période médiévale islamique

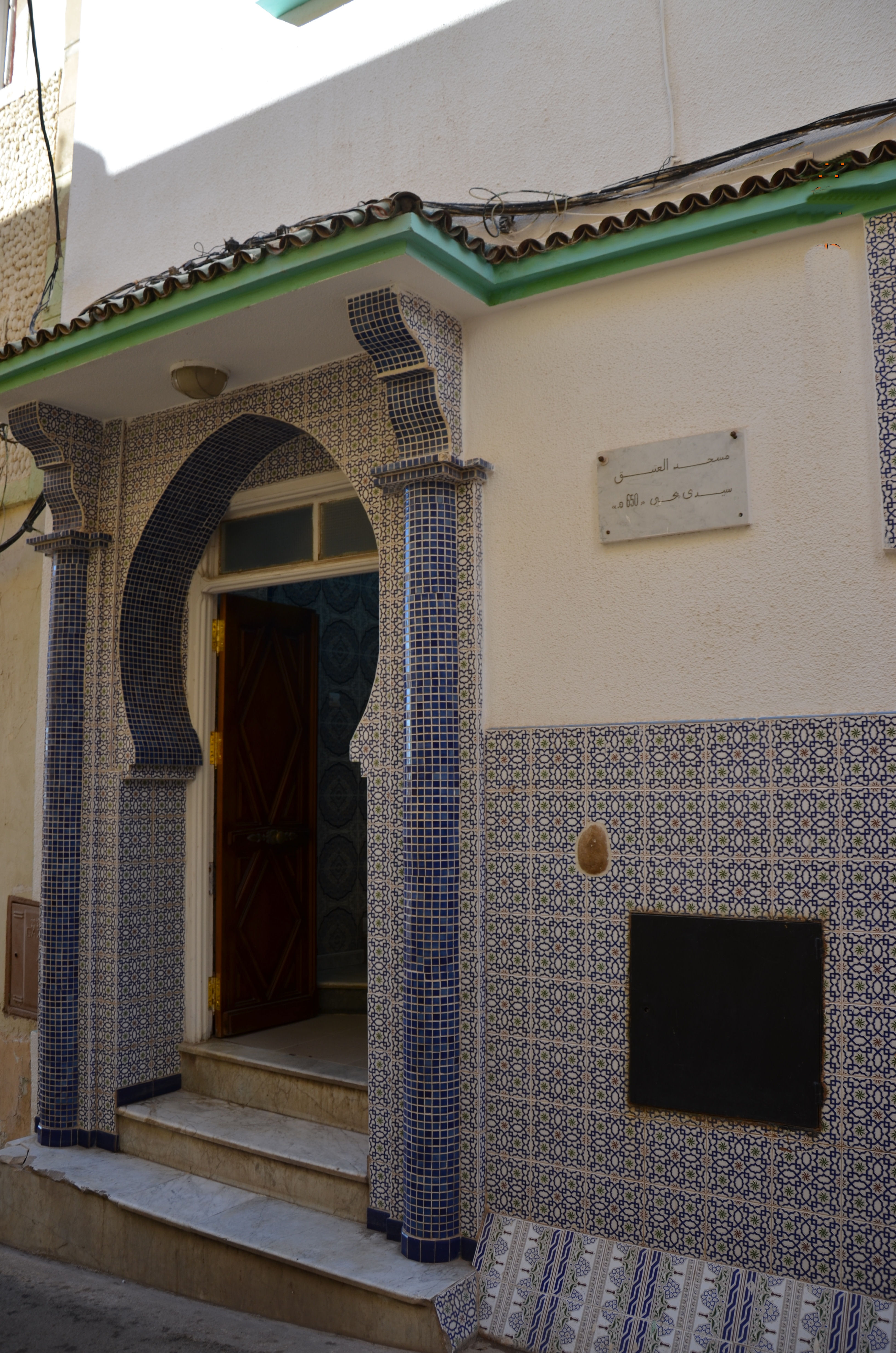
Vieille mosquée de Mostaganem construite en 650 de l'hégire.

La région de Mostaganem était le foyer des tribus berbères Zénètes des Maghraoua pendant le Moyen Âge, elle faisait partie des villes de cette confédération dont le territoire est le Dahra. Selon Aboulféda, la ville servit de port à la confédération.
Mostaganem est mentionnée pour la première fois par Al-Bakri au XIe siècle. Il la décrit comme une ville située « dans le voisinage de la mer » vivant des cultures de son riche terroir, notamment de ses plantations de coton. Elle est dès cette époque entourée d’un rempart.
En 1082, le prince Almoravide : Youssef Ibn Tachfin, y construisit un fort appelé « Bordj El-Mehal », l'ancienne citadelle de Mostaganem. Le nom de Mostaganem ne figure pas dans l’histoire pendant toute la période almohade qui contrôlaient théoriquement le Maghreb central. La décadence des Almohades permit aux Maghraouas de devenir complètement maîtres de la région.
La ville appartint par la suite aux Zianides de Tlemcen et Mérinides de Fès, deux dynasties berbères. Le sultan zianide, Yaghmoracen, avait incorporé le territoire des Maghraouas au royaume qu’il avait fondé. Il confia, le gouvernement de Mostaganem à l’un de ses cousins. En 1334/5 Mostaganem passe au pouvoir des Mérinides, puis redevient dépendante des sultans de Tlemcen. En effet, la ville a présenté sa soumission à Abou Hammou Moussa II. Elle était parmi les ports du sultanat, fréquentés dans le cadre du commerce méditerranéen.
La cité n'a cessé de s'agrandir et de s'orner de monuments, elle acquit la réputation de ville du savoir avec une vie mystique intense, ainsi qu'en témoignent les nombreux sanctuaires. La ville est citée par Al Idrissi : « petite ville située au fond d'un golfe, possède des bazars, des bains, des jardins et beaucoup d'eau. ». Au début du XVIe siècle, Léon l’Africain évoque des tisserands de toile et du mouillage de la côte. Il mentionne que le fleuve passe « à travers la cité », ce qui prouve qu’outre la ville forte de la rive gauche, on trouvait des quartiers sur la rive droite. Toutefois, il mentionne un déclin progressif : à l'époque de la visite de l'auteur, la ville comprenait 1500 feux, alors qu'auparavant elle en avait environ 4500, nombre assez considérable pour l'époque. 
Durant toute la période du Moyen Âge, les navires européens entretenaient des échanges réguliers avec la ville de Mostaganem. À titre illustratif, au XIVe siècle, un consulat catalan fut établi à Mostaganem. D'un point de vue économique, l'agriculture occupait une place prépondérante, se caractérisant par une stabilité remarquable. Par ailleurs, l'activité de tissage jouait un rôle essentiel, étroitement liée à la production de coton.

### Période ottomane

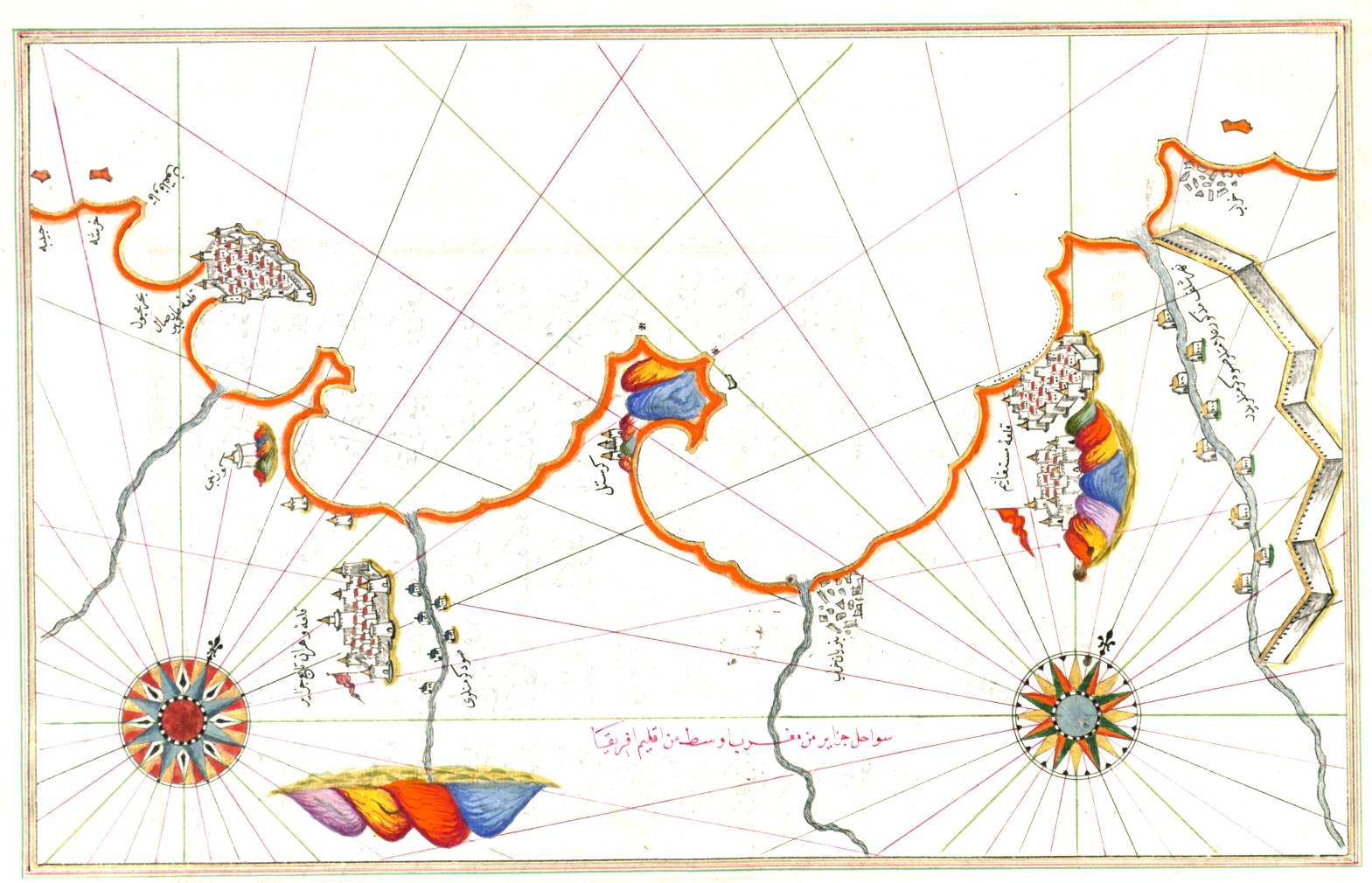
Carte ottomane du XVIII illustrant la côté algérienne des régions de Mostaganem et d'Oran.

En 1511, les Espagnols imposèrent aux habitants de Mostaganem un traité de capitulation. Pour prévenir cette occupation, les Ottomans prennent la ville en 1516. Après plusieurs années de résistance, les habitants firent appel à Khayr ad-Din Barberousse avec l’aide duquel ils infligèrent aux Espagnols une sérieuse défaite lors de la bataille de Mazagran (1558). Mostaganem passa alors sous la domination des Ottomans, elle fut agrandie et fortifiée par Khayr ad-Din. Mostaganem devient alors une rivale d’Oran espagnole, et voit son importance croître. Mostaganem symbolisa, après Tlemcen, une des villes des plus importantes du Beylik de l'Ouest.
Mostaganem et sa région ont abrité de nombreux Maures expulsés d'Espagne, qui ont construit de nombreux quartiers et villages et fondé de grandes exploitations agricoles, le commerce avec l'Espagne (et avant Al-Andalus) était aussi très actif. L'arrivée de ces Andalous, chassés d'Espagne par la Reconquista, va donner un grand élan à l'agriculture et à l'artisanat. En outre, plus de 500 Kouloughlis assuraient la défense de la ville. Presque tous les habitants de la ville étaient des artisans, soit tourneurs, soit tisserands. Les Grenadins s'adonnaient aux travaux de la soie, car ils avaient trouvé une grande quantité de muriers blanc et noir. Le port abritait également un petit commerce de cabotage.
En 1792, les Ottomans font transférer une partie de la population de la ville à Oran, devenue la nouvelle capitale de l'Ouest algérien après sa prise des Espagnols. Mostaganem est l'une des villes de l'époque pré-coloniale dont la population dépassait les 10 000 habitants, à la veille de la colonisation, elle était plus importante qu'Oran.

### Période de la colonisation française

Blason de la période coloniale.

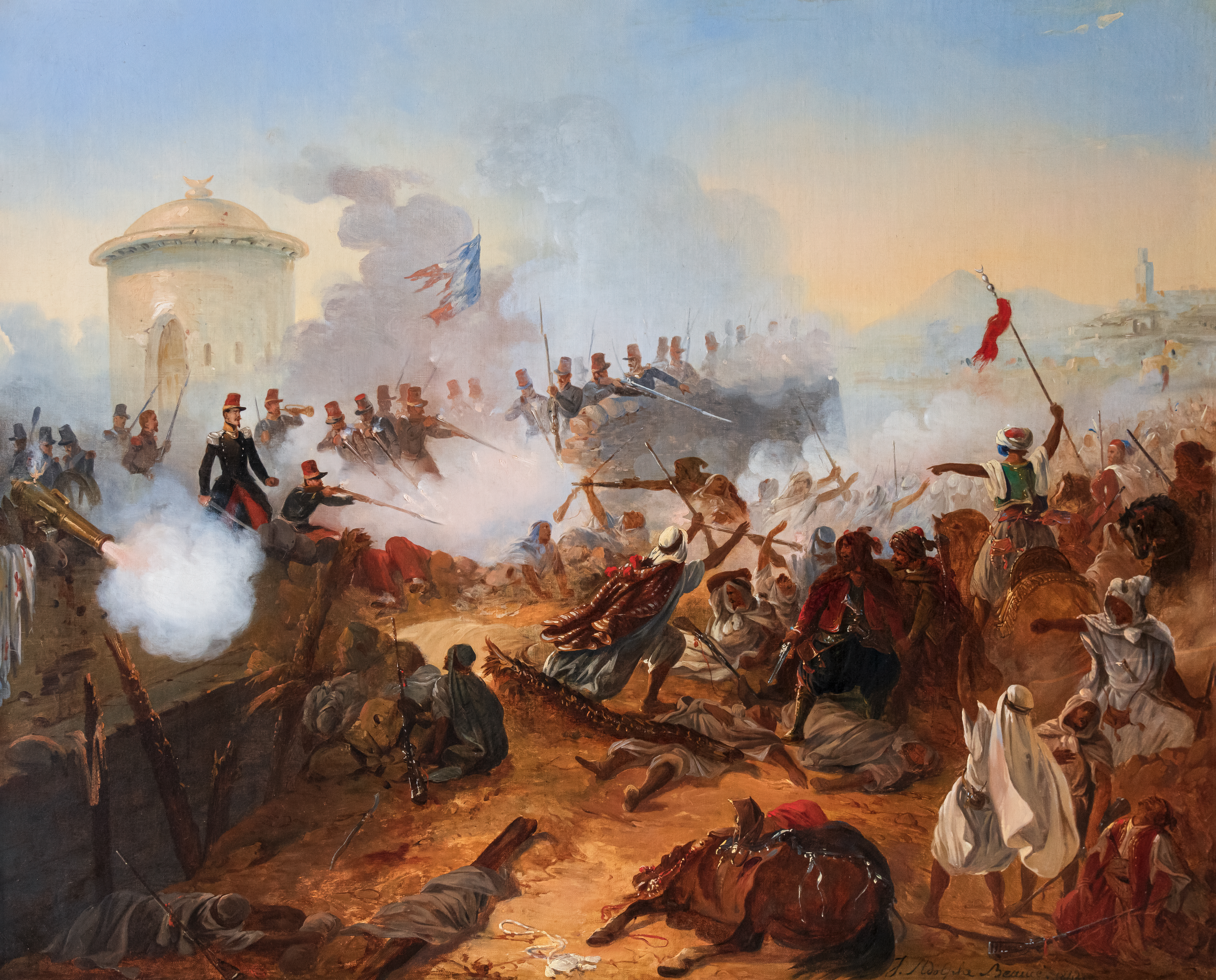
Bataille de Mazagran, près de Mostaganem.

La ville est tenue dès 1830 par une garnison d'une centaine de Turcs à la solde de la France, ayant à leur tête le caïd Ibrahim. Celui-ci est suspecté, à tort, par le général Desmichels, commandant la place d'Oran depuis avril 1833, de trahison ou de manque d'autorité. Craignant aussi que la ville ne tombe entre les mains de l'émir Abd el-Kader, Desmichels décide de l'occuper par lui-même, et le 28 juillet 1833 une petite expédition de 1 400 soldats français y pénètre. Les habitants, laissés libres de partir avec leurs biens mobiliers, choisissent en majorité le départ. La garnison française s'installe dans chacun des forts de la ville, notamment le quartier de Matemore.
En 1834, les Français autorisent l'émir à déléguer un consul dans la ville. Par le traité de Tafna, l'émir laisse la ville aux Français. En 1848, la commune de Mostaganem est créée avec les annexes de Mazagran, Ouréah et Kharrouba. Le décret du 27 juillet 1848 érige Mostaganem en sous-préfecture.

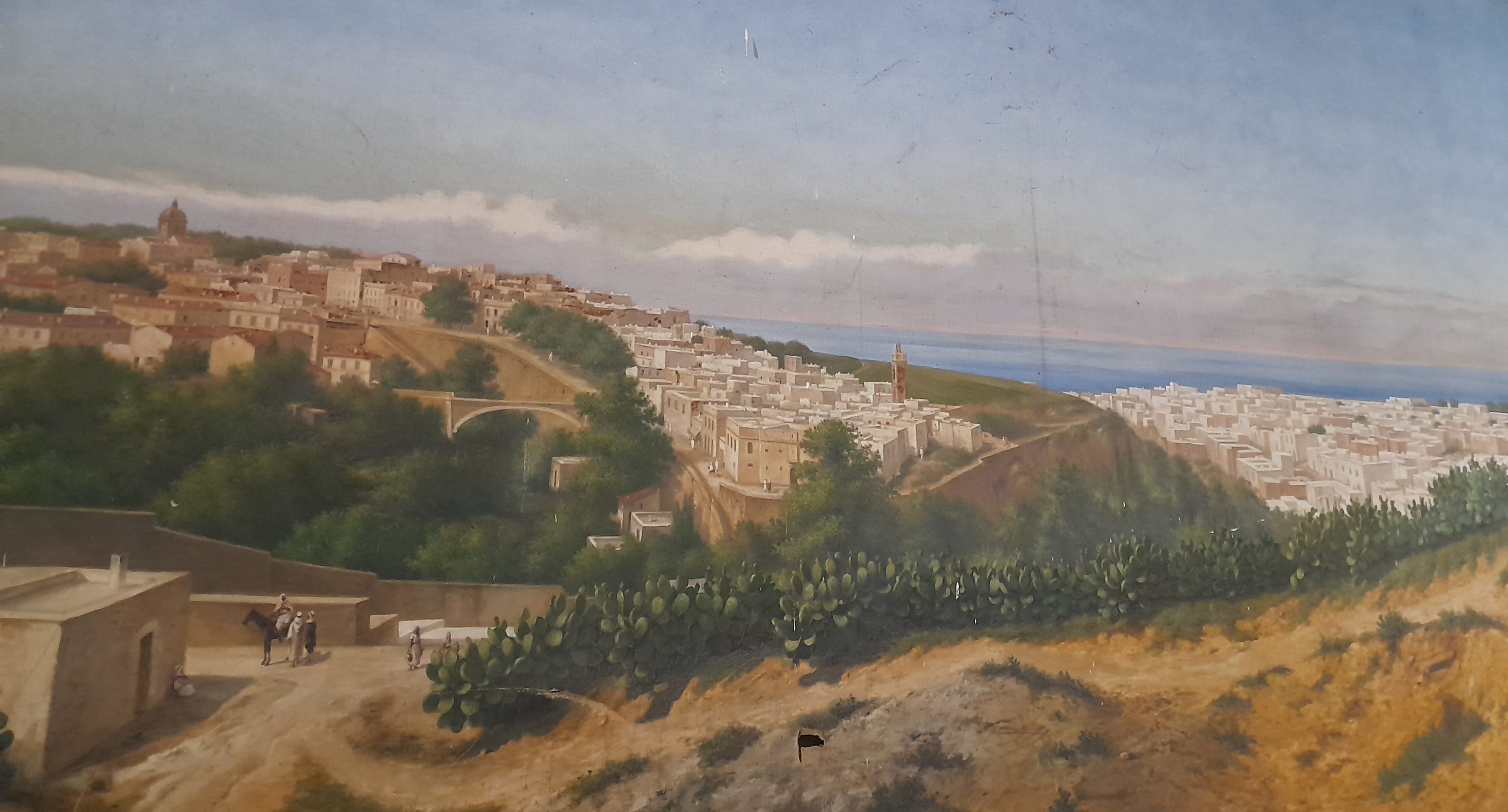
Tableau représentant la ville durant la période coloniale : à droite le quartier Tijdit, au centre Tobanna et à gauche, le quartier colonial.

La ville s'agrandit à mesure que la colonisation peuple l’immédiat arrière-pays et que le développement des communications la met en relation avec les régions de l’intérieur. La ville va connaître de nombreux changements. Le percement de rues et de boulevards, sur le modèle des villes européennes, provoque ainsi la disparition de nombreux vestiges et monuments.
C'est du balcon de l'hôtel de ville de Mostaganem, en juin 1958, que le général de Gaulle prononce pour la seule et unique fois:  « Vive l'Algérie française »
Le dernier des maires français, au nombre de vingt au total, ayant administré la ville avant l'Indépendance de l'Algérie est Lucien Laugier, en exercice de 1953 à 1960.

### Période de l'Algérie indépendante

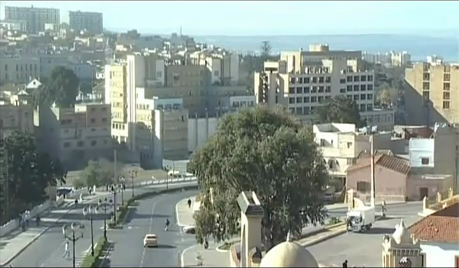
La ville nouvelle.

Pendant la décennie qui a suivi l’indépendance, l’urbanisation de la ville a été relativement lente. Seuls quelques projets structurants ont été réalisés tels que le siège de la wilaya, dotée d'une architecture arabo-mauresque.
Dans les années 1970, Mostaganem a bénéficié d'un programme de planification urbaine qui a tracé les grandes orientations de son expansion urbaine. Salamandre, une station balnéaire au sud-ouest du centre-ville, est devenue un quartier de l’agglomération. Au sud, l'extension de l'urbanisation créa une jonction avec Mazagran.
Au nord-est vers Kharouba, de grands projets structurants ont vu le jour tels le nouveau pôle universitaire, des cités universitaires et le nouvel hôpital. La partie donnant sur la mer est dominée par l’habitat individuel et semi-collectif. L'espace bâti de Mostaganem s'est accru à un rythme annuel de 7,34 % entre 1977 et 2000, la superficie bâtie de la ville étant multipliée par 1,5.

## Démographie et population

### Évolution démographique
Selon le recensement général de la population et de l'habitat de 2008, la population de la commune de Mostaganem est évaluée à 145 696 habitants.
L'agglomération de Mostaganem s'étend en outre de la commune du même nom, sur les communes de Mazagran et de Sayada et comprend une population de 162 885 habitants en 2008.
| 1882   | 1886   | 1896   | 1901    | 1906    | 1911    | 1921    | 1926    | 1931   | 1936   | 1948   |
| ------ | ------ | ------ | ------- | ------- | ------- | ------- | ------- | ------ | ------ | ------ |
| 12 700 | 13 800 | 17 500 | 18 100  | 22 000  | 23 200  | 27 400  | 26 400  | 28 400 | 37 000 | 53 500 |
| 1954   | 1960   | 1966   | 1974    | 1977    | 1987    | 1998    | 2008    |        |        |        |
| 60 200 | 69 000 | 75 300 | 101 800 | 101 600 | 114 000 | 125 900 | 145 696 |        |        |        |

### Pyramide des âges
À l'instar de la population algérienne, la population de la commune est jeune, près de 36 % a moins de 20 ans. La tranche d'âge comprise entre 20 et 59 ans représente plus de la moitié de la population de la commune. Corolairement, la population de 60 ans et plus est très faible, seulement 8,13 % de la population totale de la commune. Mais on observe une baisse de la natalité depuis la fin des années 1980.
| Hommes | Classe d’âge | Femmes |
| ------ | ------------ | ------ |
| 0,32   | 80 ans et +  | 0,57   |
| 1,17   | 70 à 79 ans  | 1,58   |
| 2,04   | 60 à 69 ans  | 2,36   |
| 4,23   | 50 à 59 ans  | 4,17   |
| 6,05   | 40 à 49 ans  | 6,26   |
| 7,39   | 30 à 39 ans  | 7,81   |
| 9,80   | 20 à 29 ans  | 10,17  |
| 9,24   | 10 à 19 ans  | 9,10   |
| 9,00   | 0 à 9 ans    | 8,71   |
| 0,01   | nd           | 0,02   |

| Hommes | Classe d’âge | Femmes |
| ------ | ------------ | ------ |
| 0,29   | 80 ans et +  | 0,38   |
| 1,09   | 70 à 79 ans  | 1,25   |
| 1,91   | 60 à 69 ans  | 1,96   |
| 3,6    | 50 à 59 ans  | 3,4    |
| 5,35   | 40 à 49 ans  | 5,29   |
| 7,32   | 30 à 39 ans  | 7,41   |
| 11,08  | 20 à 29 ans  | 11,04  |
| 10,23  | 10 à 19 ans  | 10,02  |
| 9,31   | 0 à 9 ans    | 9,03   |
| 0,01   | nd           | 0,02   |

### Origines de la population

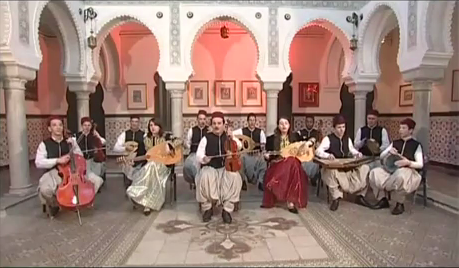
Orchestre de musique andalouse Ibn Badja.

Mostaganem est une ville dite citadine, malgré un exode rural important venu des localités rurales de la région. De nombreuses familles revendiquent des origines turques et andalouses comme les familles de : Benkrtly, Bensmaine, Bendahmane, Tadlaouti, Benguettat, Benguela, Ben Idriss, Bousmat, Belaidouni et Takarli. Elles continuent, malgré l’urbanisation accélérée de la ville, à former des isolats citadins conservateurs en milieu urbain.

### Langues parlées
On distingue deux parlers à Mostaganem, un vieux parler citadin au sein des familles de souche citadine dites « Hadars » et un nouveau parler urbain qui emprunte à la fois des parlers citadins et des parlers ruraux et qui est influencé par la koinè chez les jeunes
locutrices d’origine urbaine. On note également un parler rural chez les locuteurs récemment immigrés en ville.

## Administration

### Administration municipale

#### Affaires judiciaires
En juin 2021, le maire de la ville est condamné à deux ans de prison  pour « abus de fonction, dilapidation de deniers publics confiés à un fonctionnaire en raison de sa fonction » et pour avoir « accordé délibérément des privilèges non justifiés lors de la signature d’un contrat ou accord en violation des dispositions législatives et réglementaires ».

## Enseignement supérieur
La ville abrite l'université Abdelhamid Ibn Badis, créée officiellement en 1987, elle compte sept sites universitaires répartis à travers la ville. Cette université représente le principal établissement d'enseignement supérieur dans la wilaya de Mostaganem et est considérée parmi les cinq grandes universités algériennes.
L'université dispose d'une bibliothèque centrale inaugurée en 2004. Elle est composée de plusieurs bibliothèques décentralisées affiliées aux facultés et à l’institut des sciences et techniques des activités physiques et sportives. En outre, la ville disposait en 2011 de trois autres bibliothèques municipales. En 2014, une faculté de médecine d'une capacité de 4 000 places pédagogiques a été inaugurée.

## Éducation
La ville possède également plusieurs établissements scolaires publics. À la rentrée scolaire 2007/2008, la commune comptait 59 écoles primaires accueillant 17 498 élèves, 25 collèges accueillant 11 654 élèves et 10 lycées pour 5 859 élèves inscrits.

## Santé
- Hôpital Ernesto Che Guevara, près d'El Arsa
- Centre Hospitalier Universitaire (CHU) de Kharouba
- Urgences Médico-Chirurgicales (UMC) à Zirout Youcef (nord-est du quartier Tigditt)
- Hôpital psychiatrique en face de l'UMC
- Clinique Benosmane à Matmore
- Clinique Lalla Kheïra et sa maternité à Hamou Boutelis
- Clinique Kara Mostafa et Clinique El Habib sur la place du 1er novembre 1954 (centre-ville)
- Clinique de Tigditt
- Clinique de Tobana.
- École Paramédicale près de la clinique Lalla Kheïra
- Faculté de Médecine à Kharouba

## Culture et patrimoine

### Pensée soufie

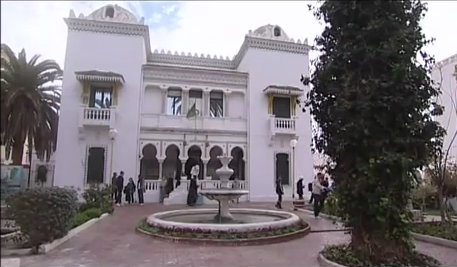
École régionale des beaux-arts Mostaganem.

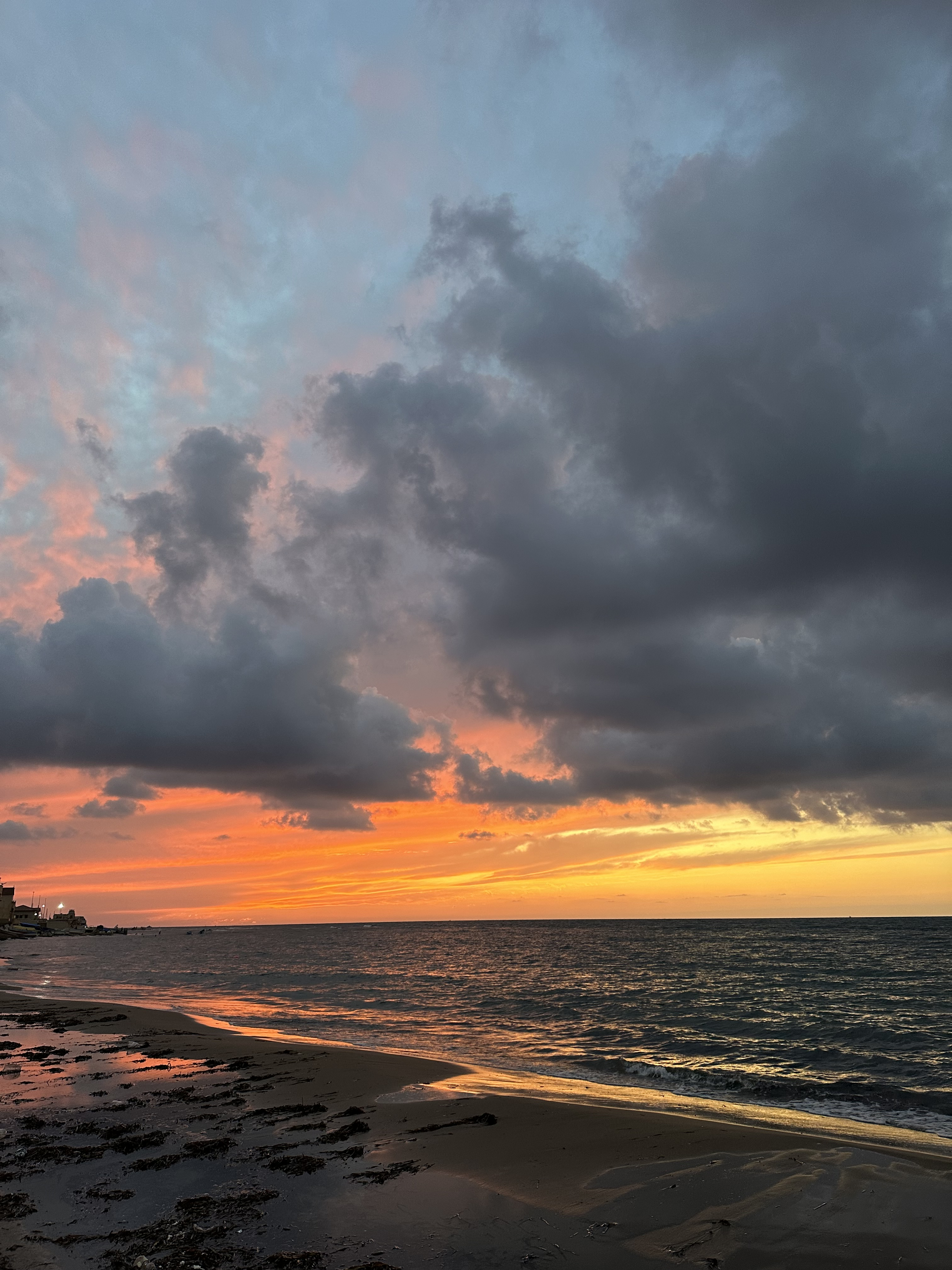
The small porte sunset

Mostaganem est une ville culturelle qui a organisé plusieurs festivals tels que le festival du théâtre scolaire, de la musique chaâbi, de la musique andalouse et des Aïssaouas . Elle dispose d'une école régionale des beaux-arts.
Mostaganem est une ville à dimension mystique réputée pour ses saints marabouts, ses savants et ses érudits dans les sciences religieuses dont ils constituent une des curiosités culturelles propres à la région du Dahra où sont enterrés, selon les croyances locales, plus de quarante-quatre saints connus sous l'appellation « Rabâa ou rabiine (quarante-quatre) chechias » ou « El Medjahers  ». La ville est également connue pour être le fief de la poésie soufie, cette forme d'expression artistique est interprétée par plusieurs associations musicales locales par des interprètes et compositeurs de musique, notamment dans le style chaâbi et arabo-andalous.
La ville abrite aussi plusieurs confréries soufies telles que la zaouïa alaouia, dont elle est originaire de l'historique faubourg de Tigditt. Cette confrérie porte le nom de son fondateur, Ahmad Al Alawi, auteur d'un grand nombre d'ouvrages religieux à connotation soufie .

### Musique
Mostaganem est ouverte à plusieurs genres musicaux algériens. Elle accueille la musique arabo-andalouse en Algérie, mais aussi la musique populaire citadine chaâbi et la musique citadine sanâa  qui se pratique aussi à Alger et d'autres villes traditionnelles. Le chaâbi mostaganémois est une panoplie de styles propres à chaque chanteur.
La tradition musicale de la ville est également caractérisée par la zorna, musique patrimoniale d'origine militaire turque ancrée dans la tradition citadine de la ville et de sa région : la quasi-majorité des mariages, nuits de noces, baptêmes et fêtes familiales sont célébrés sous les airs de cet instrument. La musique folklorique des Aïssaouas est aussi pratiquée par les adeptes des confréries aïssaoua et alaouiya. Les medahates sont un chant sacré qui représente le folklore féminin de la femme citadine mostaganémoise et se pratique lors des grandes cérémonies de fêtes familiales.

### Costumes traditionnels

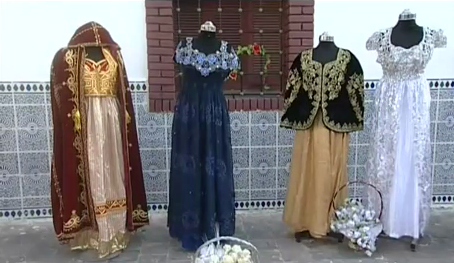
Costumes traditionnels algériens de la ville.

La Direction de la culture de la wilaya a réalisé un inventaire des costumes traditionnels locaux. Cet inventaire comprend des vêtements féminins de cérémonies : des blouzas (dites zaim, djouhar, akik et mensoudj), frimla, karakou, djabadouli et les cheddas (soltani et fertassi), ainsi que le haïk ; et des vêtements masculins : abaya, djellaba, seroual arbi, burnous, terbouche et divers types de turban.

### Quartiers historiques

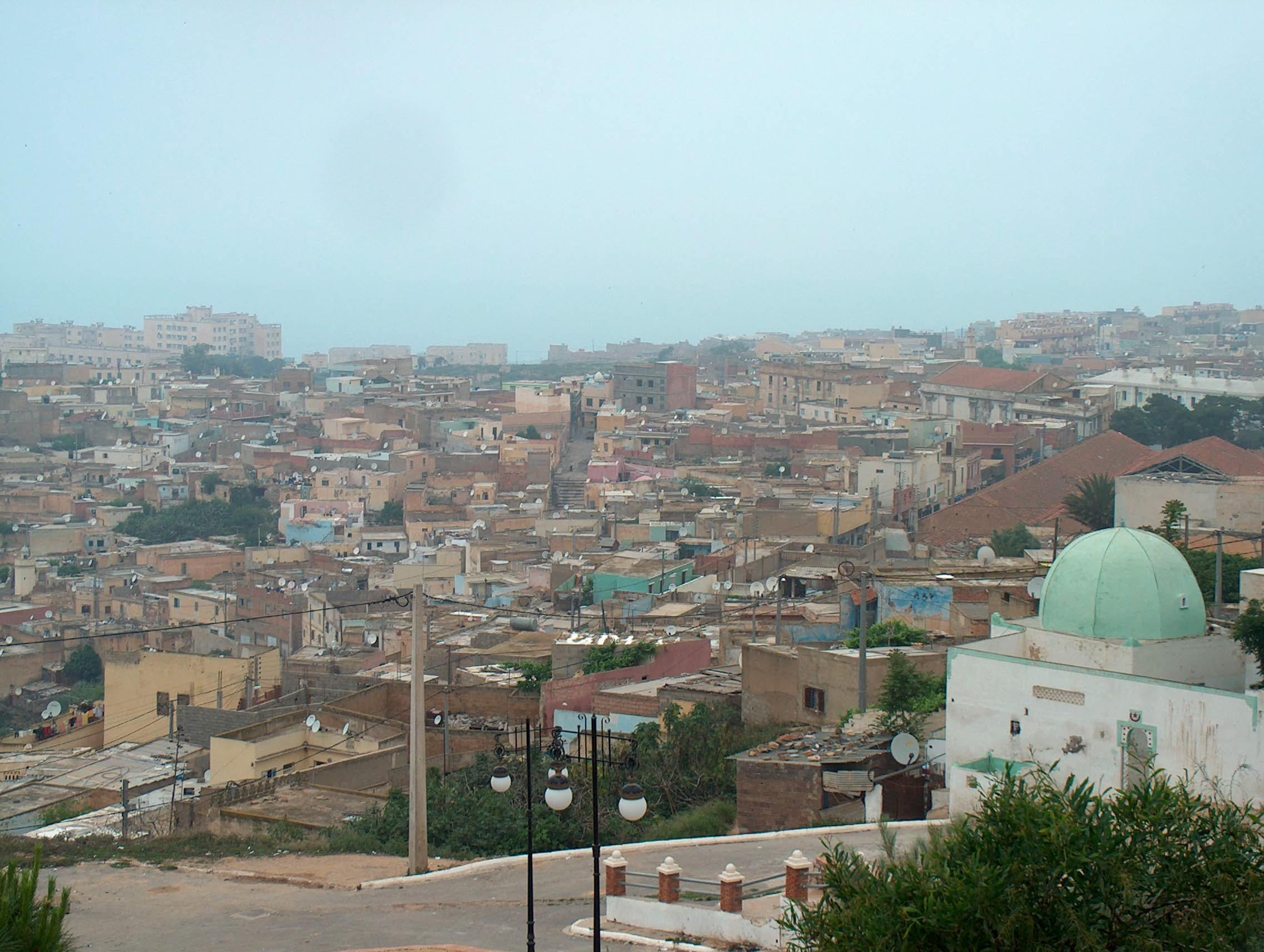
Mostaganem, vue sur la vieille ville depuis le parc d'El Arsa.

Le quartier de Tigdit est le noyau ancien de Mostaganem, situés hors des murs de la ville sur la rive droite l’Oued Aïn-Sefra. Il abrite de vieilles mosquées ainsi que des sanctuaires dont celui de Sidi Maâzouz al-Bahri, un mystique berbère du XIIe siècle. Le nom de Tigdit, cité comme le premier toponyme de Mostaganem, vient du berbère et signifie « sablière », de (igdi, ijdi, nom du sable en berbère). Le quartier est considéré comme une ville jumelle plutôt qu’un simple quartier. Il comprend dans sa partie ouest, un sous quartier appelé Kadous El-Meddah qui tient son nom de la principale rue qui constituait un lieu de rencontre des poètes et « meddahs ».
L'ensemble Derb-Tebbana situé sur la rive gauche et cerné d'une muraille est dénommé « El Bled ». Il était réservé au commandement beylical et à l’aristocratie locale, il constitue le noyau de la ville traditionnelle qui abrite plusieurs édifices religieux et administratifs. Le quartier de Tobbana (en turc Top Hana, « la batterie ») était le quartier turc de la ville. Il est situé au nord de l'actuelle place du 1er-novembre-1954. C'est dans ce quartier qu'était disposée la batterie qui surveillait le port. Le quartier de Derb est l'un des plus vieux quartiers de la ville, construit sur une colline rocailleuse qui domine le ravin de l'Aïn Sefra. Le quartier est une zone de transition entre la ville moderne et l'ancestral faubourg de Tigdit. Il renfermait toutes les institutions et autres structures de vie communautaire où vivaient en harmonie les communautés juives, arabo-berbères, turques et kouloughlis. Il abrite la synagogue et l'une des plus vieilles mosquées de la cité, construite en 1340-1341 par Abu El Hassan. Le quartier est profondément dégradé depuis la colonisation française a nos jours.
Le quartier El-Matemare est également situé sur la rive droite, il comportait sa propre muraille qui se distingue par la citadelle du Bordj El-Turcs. Au nord de ce quartier, se trouve la porte des Medjaher, à proximité du parc du 20-août, construit en 1964.

### Musées

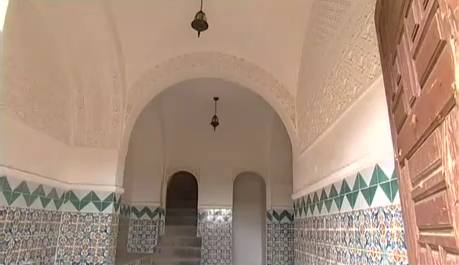
Musée du mausolée du "Bey Bouchlaghem" et de sa femme "Lalla Aïchouche".

Mostaganem dispose de plusieurs musées dont :
- le musée du Moudjahid situé sur la place de la Révolution ;
- le musée du mausolée du Bey Bouchelaghem et de sa femme Lalla Aïchouche ;
- le musée de « Dar-El-Kaïd » consacré aux arts populaires.

Un musée régional est en cours de réalisation dans la localité de Kharouba. Ce musée a pour but de conserver les pièces archéologiques et œuvres d'art témoignant de différentes époques historiques de la région ouest du pays.

### Monuments et sites

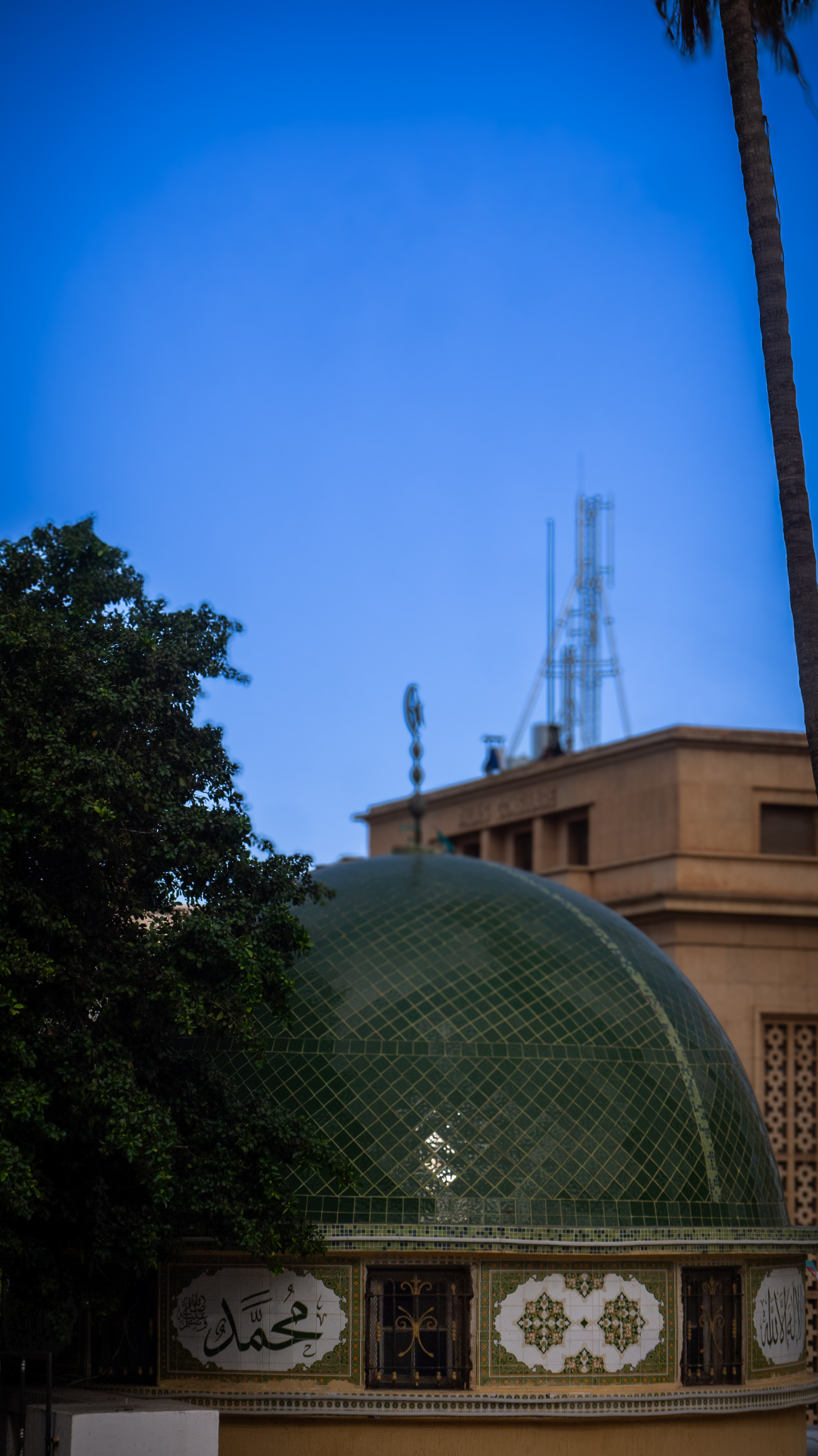
Mausolée Sidi Said, Mostaganem

Mostaganem dispose d'un riche patrimoine. Certains monuments ont été restaurés et classés par le ministère de la Culture algérien. C'est notamment le cas de la Grande Mosquée, construite en 1340 par le Sultan Mérinide Abu al-Hasan ben Uthman, transformée et réparée plusieurs fois au fil des siècles et restaurée pour la dernière fois en 1998; mais aussi du Bordj el M’Hals (le fort des Cigognes) construit en 1082 et restauré par les Ottomans. La vieille ville de Mostaganem est classée secteur sauvegardé national depuis 2015.
D'autres monuments ont été proposés au classement : l'église Saint-Jean-Baptiste reconvertie en mosquée, le tombeau de Sidi Abdallah Boukabrine, le port fluvial de Quiza et l'ancienne caserne du Génie implantée dans le vieux quartier d’El Arsa .
Beaucoup de ces monuments remontent à la période ottomane : « Dar El Kaïd » transformé en musée des Arts populaires, était la résidence du représentant du bey de Mascara; « Dar Hamid El Abd », cette demeure a été construite par Hamid el Abd, un puissant émir du beylik ottoman ; « Dar El Mufti », demeure qui a été habitée par le Muphti de Mostaganem Kara Mestapha, elle est composée de deux niveaux organisés autour d’un patio ; les tombeaux de bey Bouchlaghem et du bey Mustapha El Ahmar et « Dar Choâra » (palais des Poètes), construit en 1732 sous les ordres du Bey Mohamed El Kébir, qui était un centre de rayonnement culturel ou affluaient poètes et intellectuels.
Les remparts de la ville étaient constitués d'une muraille qui entoure les quartiers historiques de Tobbana, Derb, El Arsa et Matmore et une grande partie de la ville européenne. La construction de ces remparts s'est étalée sur plusieurs périodes. Le Palais du Bey Mohammed El Kebir ou « Dar El
Makhzen », construit en 1790 dans la partie basse du quartier Tobbana. Bordj El-Turcs ou Fort de l'Est est construit au XVIe siècle sur les hauteurs du quartier Tigditt.

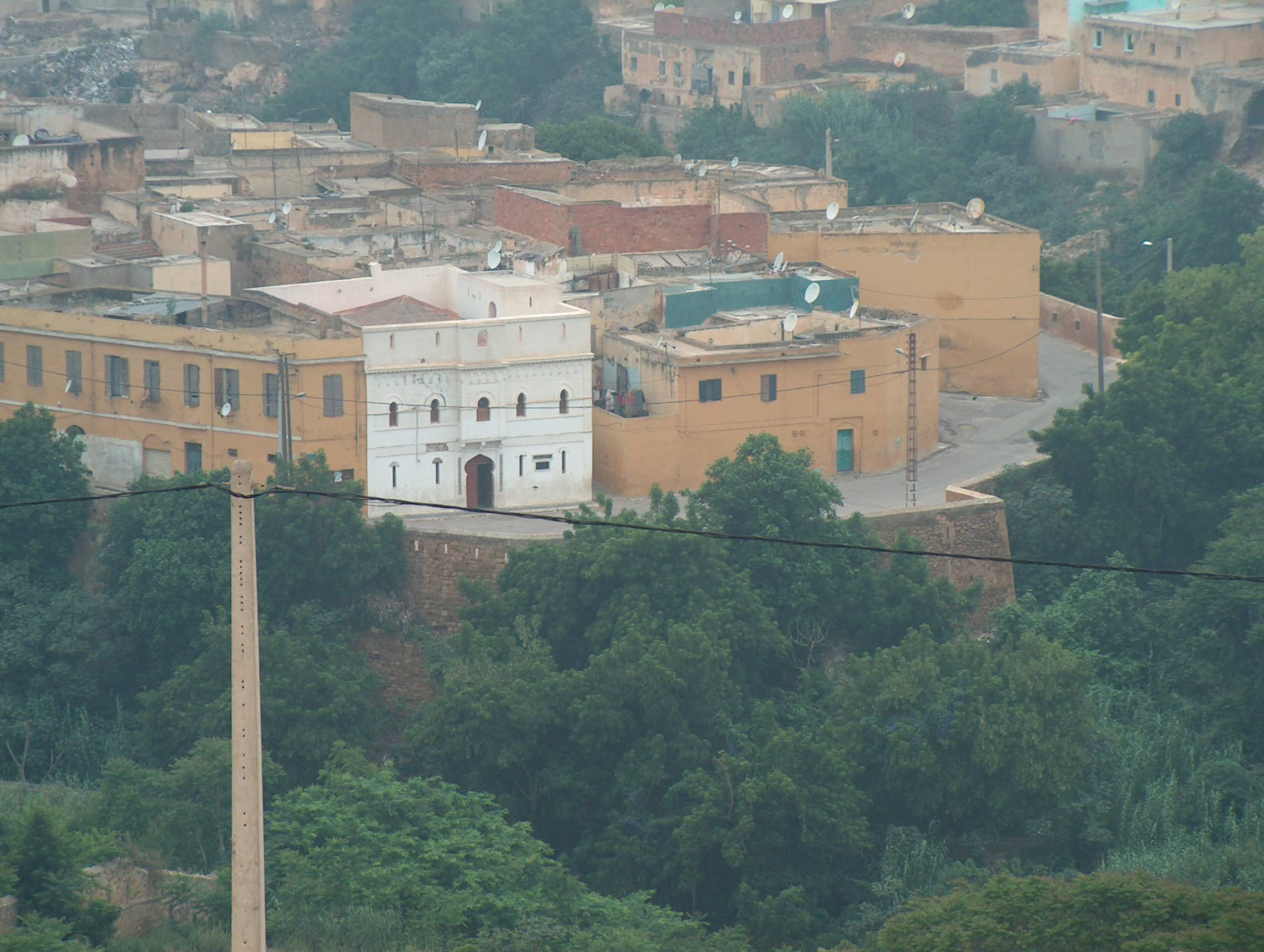
Dar El Kaïd, dans le quartier historique Tobana.
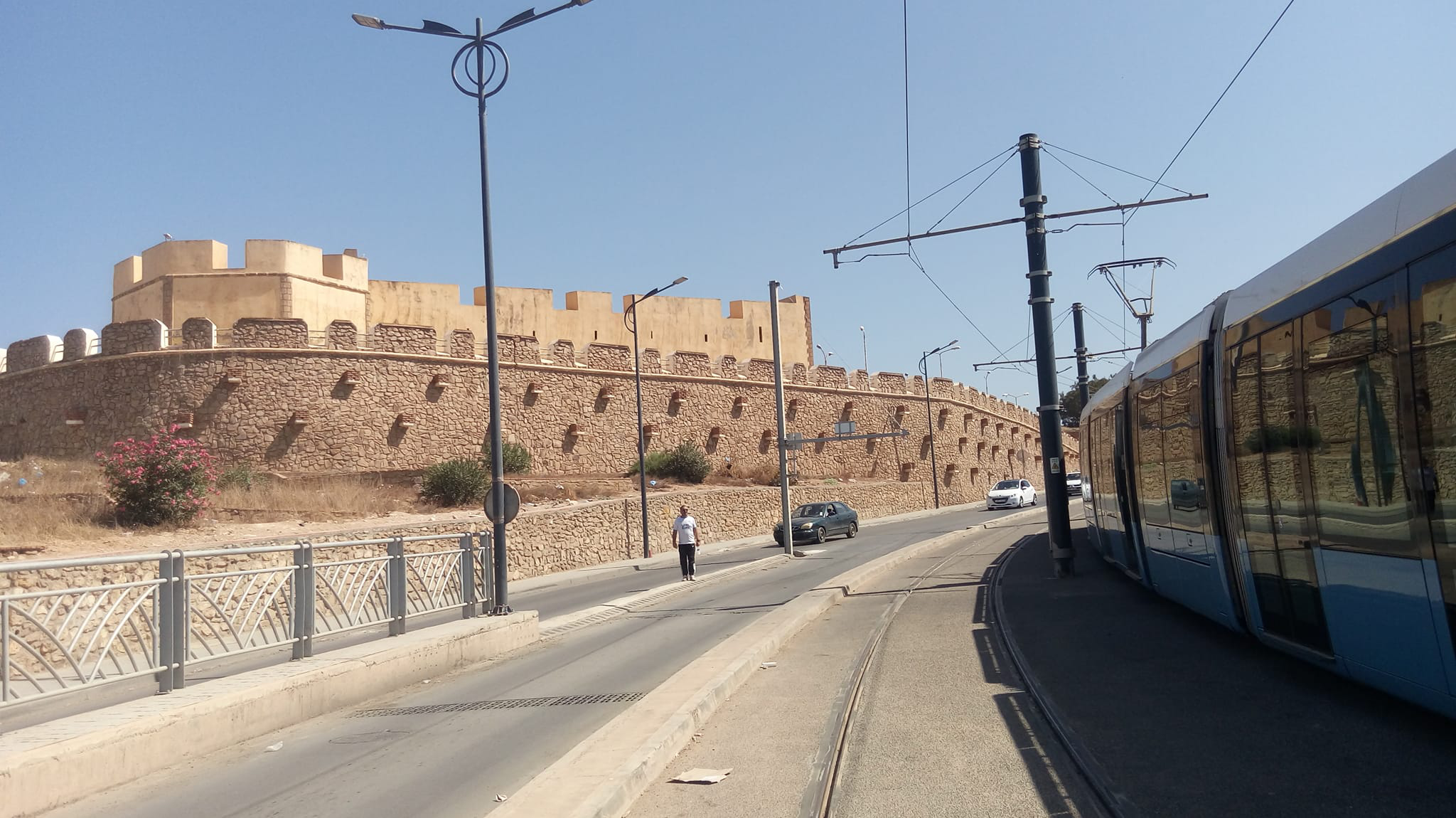
Bordj El-Turcs ou fort de l'Est.
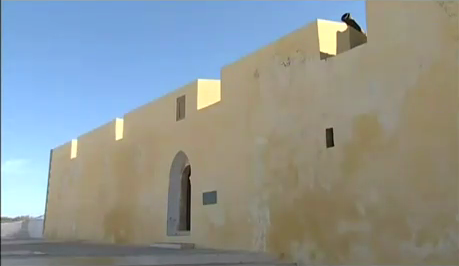
L'ancienne poudrière transformée en maison des artisans.
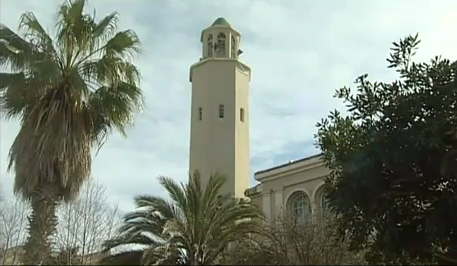
Mosquée du Badr, ancienne église Saint-Jean-Baptiste.
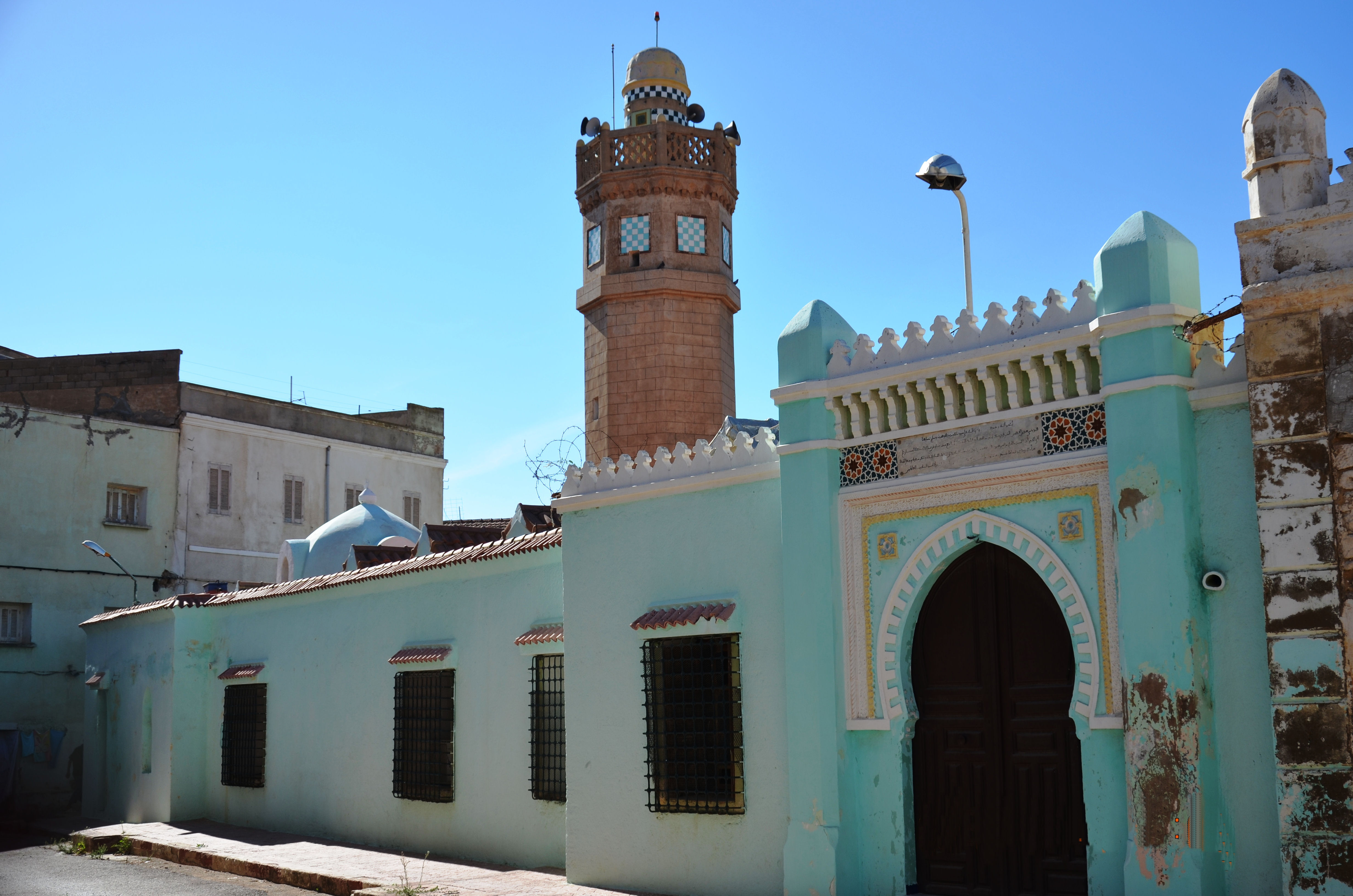
Mosquée de Tobbana.

### Mythologie

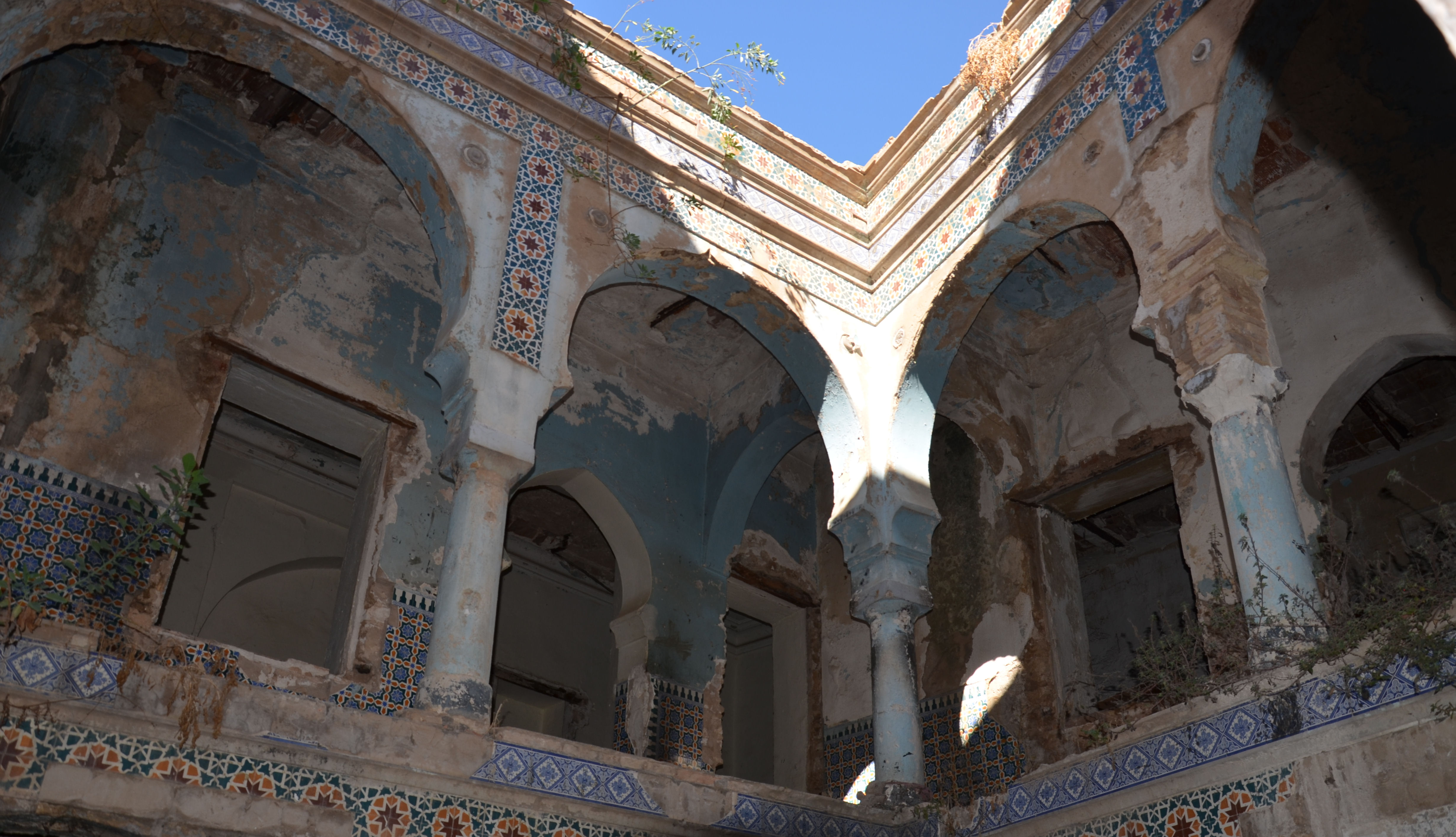
Vieille maison de la ville nécessitant une restauration.

Selon les croyances locales, Mostaganem est protégée des calamités par sept gardiens, dont trois gardiens de la mer : Sidi El Mejdoub au nord de la ville, Sidi Mazouz au port et Sidi Kharchouch au sud, qui sont les protecteurs de Mostaganem par la mer. Elle est également protégée par les quatre gardiens de la terre : Sidi Lakhdar, le gardien du Dahra, Sidi Bendhiba, le gardien des Medjahers (saints patrons de la région), Sidi Belkacem le gardien de guebala et Sidi Said: saint patron de la ville.
Au centre ville se trouve le mausolée de saint patron de la ville Sidi Said. Il était très lié avec Sidi Abdellah. Ces deux saints personnages étaient amis de leur vivant et se jurèrent que rien ne les séparerait, entre leurs mausolées se trouve une trouée inutilisable et sans fonction. Des entrepreneurs coloniaux auraient tenté d’édifier des immeubles entre leurs mausolées, cela s'est soldé par des écroulements tragiques. Selon les croyances locales, l'espace entre les deux mausolées permet aux saints de « se voir ». À l’ouest de la ville à Mazagran il y a Sidi Belkacem où se déroulent tous les mariages des Mostaganemois.

### Littérature et cinéma
Le roman Gens de Mosta de Habib Tengour, retrace l'histoire d'une bande de jeunes dans le quartier historique de Tigdit. Il revient sur les mythes de la ville de Mostaganem et en particulier du quartier de Tigidit et décrit le quotidien et la vie mystique de la population du quartier.
Les deux Meddahs est un roman de Mansour Benchehida, professeur associé à l’université de Mostaganem. Le roman retrace l’histoire, les mystères, les croyances populaires et les légendes de la ville de Mostaganem.
Un long métrage, intitulé Harragas (en), revient sur cette ville portuaire algérienne, située à 200 km des côtes espagnoles. Le film est consacré au phénomène des immigrés clandestins surnommés « harragas » ou « brûleurs » qui fuient leur pays clandestinement par des embarcations de fortune pour rejoindre le littoral européen de la Méditerranée.

## Économie

### Agriculture

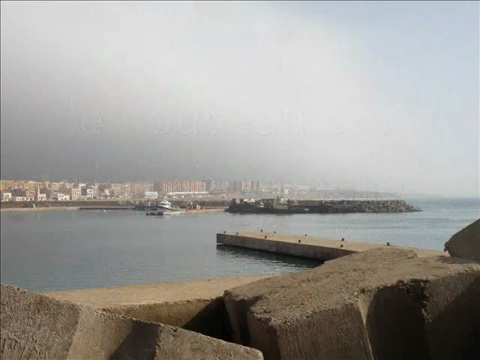
Le port de Salamandre.

Mostaganem est située dans une zone à vocation agricole de premier rang et à proximité du premier pôle gazier et pétrolier d’Arzew. Elle était un port important des vins pendant la colonisation française, après l’indépendance, la décolonisation, la contraction du vignoble et le développement de la ville voisine d’Arzew ont entrainé une stagnation économique, malgré l’implantation de quelques unités industrielles.

### Activités portuaires et commerciales
La ville se dote d'un port d'une structure de moyenne envergure géré par l'Entreprise portuaire de Mostaganem (EPM). Le ministère des transports algérien a choisi le port de Mostaganem parmi ceux censés désengorger le port d'Alger. Le port connaît une intense activité, après sa désignation parmi les ports destinés à recevoir des marchandises hors conteneurs (en particulier les véhicules), mais sa capacité de réception reste limitée (tant en capacité de stockage des marchandises que pour la taille des navires).
La région de Mostaganem est riche en faune marine. Un port de pêche et de plaisance a été réalisé à Salamandre, en 2012. Cette infrastructure doit permettre aussi de désengorger le port commercial de la ville.
En 2012, le troisième plus grand centre commercial d’Algérie a été inauguré au sud de la ville dans la région des vallées des Jardins. Il appartient au Groupe Cevital et s'étend sur une superficie totale de 77 000 m2.

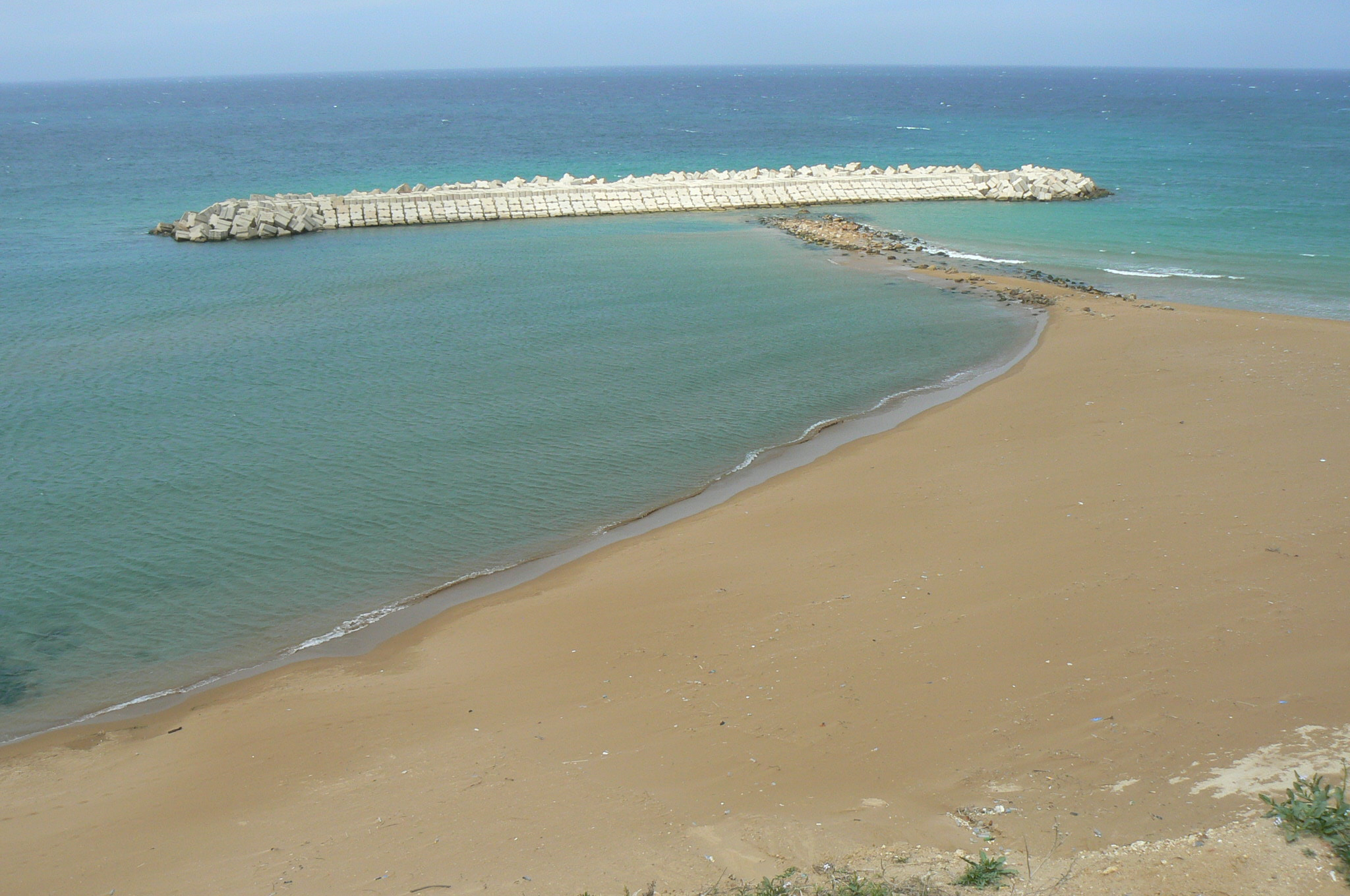
Une plage sablonneuse a l'ouest de Mostaganem.

### Tourisme

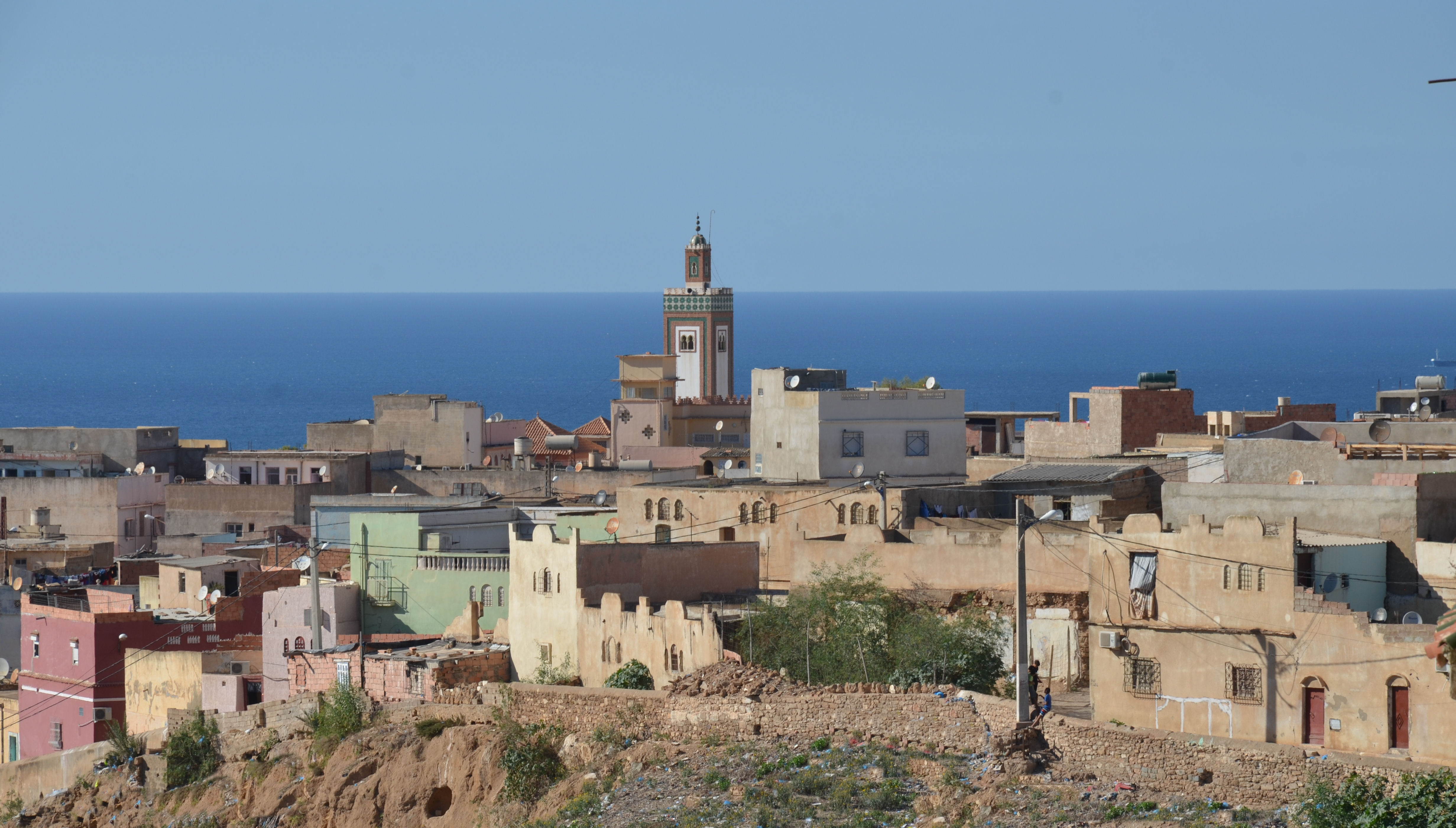
Le minaret de la mosquée de la zaouïa al Alaouiya, quartier de Tijdit.

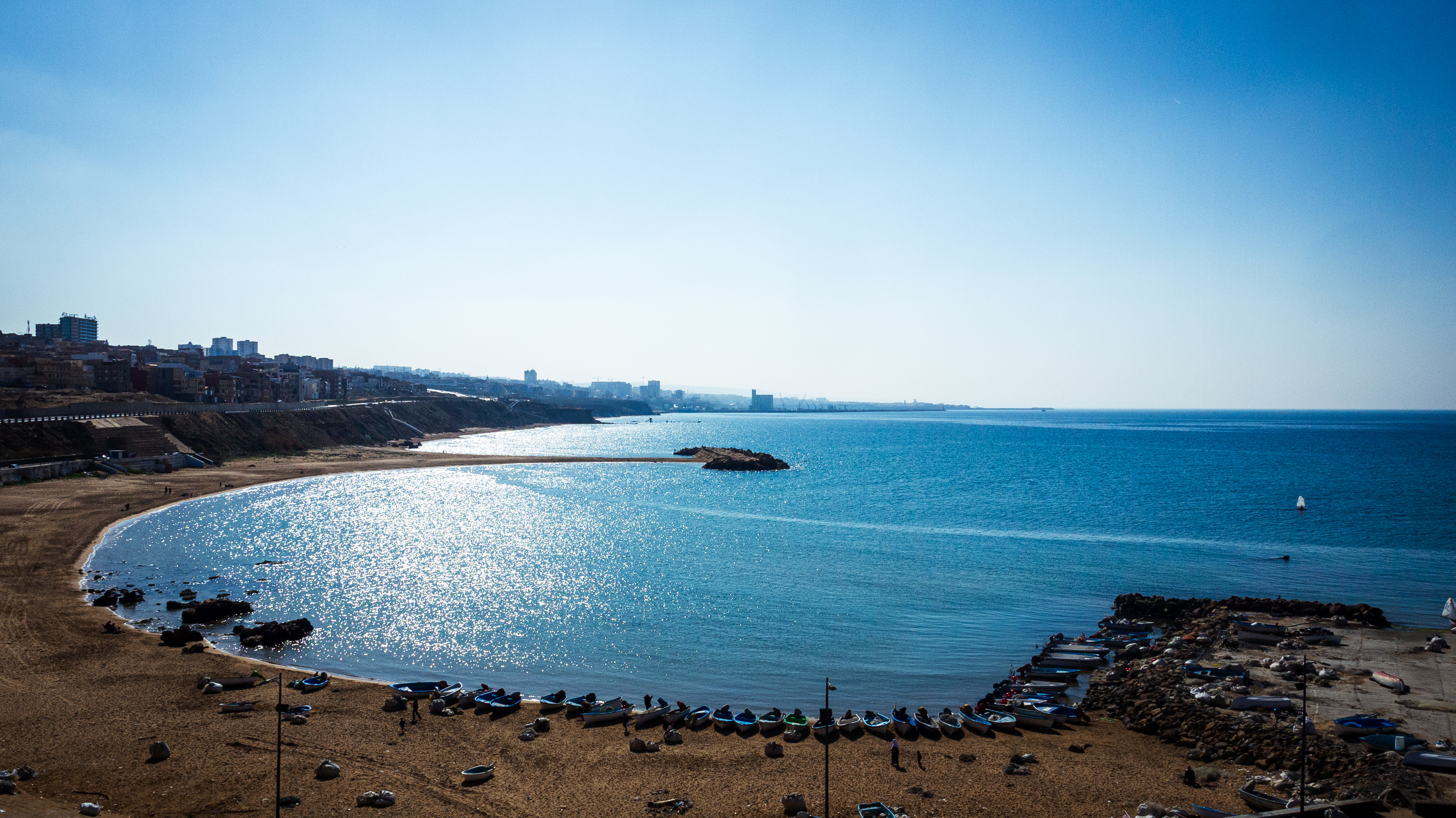
Plage Sidi Mejdoub

Mostaganem est une destination touristique privilégiée au niveau national. Elle offre d'énormes opportunités et peut devenir un futur pôle du tourisme balnéaire grâce à ses plages, à l'instar des stations balnéaires de la Salamandre et des Sablettes à l'est et du Cap Ivi où la pinède descend jusqu'à la mer. La wilaya a accueilli neuf millions d'estivants en 2009, la quasi-totalité du parc hôtelier étant concentrée au chef-lieu de wilaya et au niveau de la station balnéaire des Sablettes.
Mostaganem connait à chaque saison estivale, un rythme des waadas (fêtes populaires) et des zyarates (pèlerinages) des saints patrons de la ville, qui attirent ainsi des milliers de visiteurs venant de la wilaya et des régions limitrophes. La wilaya de Mostaganem abrite un grand nombre de mausolées des saints patrons dont une quarantaine issus de la région, appelés El Majaher. Ce genre de pèlerinage aux mausolées des ancêtres, qui se multiplie durant l'été, remonte à plusieurs siècles, les pèlerins considérant le mausolée comme étant le lieu où l'on retrouve le repos de l'âme en la soulageant des désagréments de la vie sur terre. Les visites des mausolées dans cette région ne se limitent pas à la recherche de bénédiction, mais se veulent aussi des lieux touristiques comme ceux situés à proximité des plages, à l'exemple de celui de Sidi Mohamed El Mejdoub à Kharrouba, à l'est de Mostaganem et dont la plage porte le nom et Sidi Kharchouch, situé près de la plage "Salamandre".

## Vie quotidienne

### Parcs

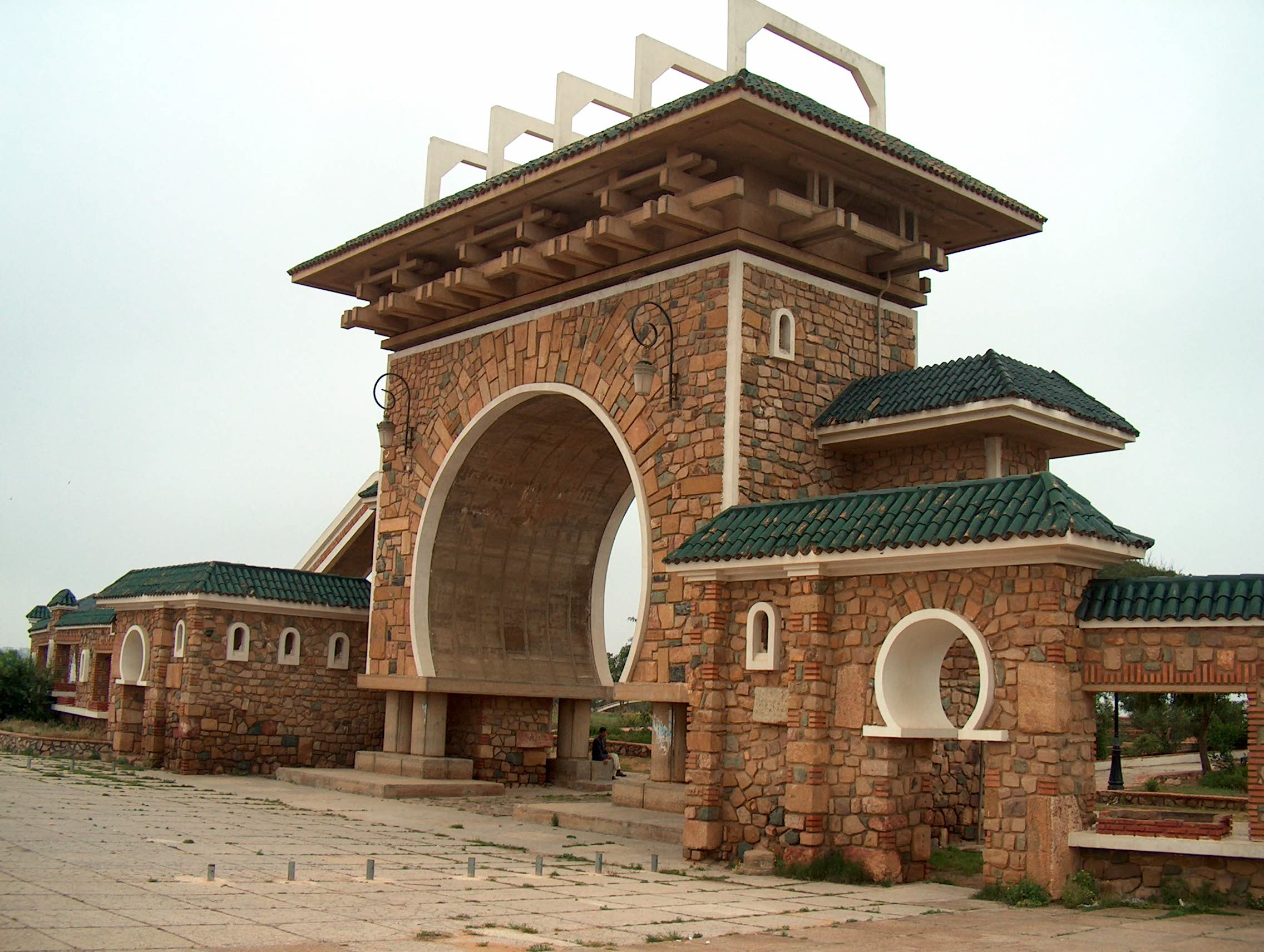
Le Parc El Arsa.

Le Parc du 20-août, ou El Arsa est situé sur les hauteurs du centre-ville, et réalisé au lendemain de l'indépendance.
Le jardin public Emir Abdelkader qui enlace l'hôtel de ville, est érigé au début du XXe siècle, en même temps que l'hôtel de ville, le jardin public s'étendait sur de grands espaces verdoyants d'où émergeaient des massifs de plantes ornementales qu'agrémentaient des essences rares d'arbres. Cet espace était considéré comme le jardin botanique le plus raffiné de l'Ouest du pays. Le jardin a connu des dégradations depuis les années 2000.
Mostaland Parc est un parc à thème ouvert en 2017.

### Médias
La radio régionale de Mostaganem est la seule radio locale de la région. Elle diffuse ses programmes en langue arabe. En 2009, elle a obtenu deux distinctions dans la 3e édition de la soirée du microphone d'or: celui de la meilleure enquête radiophonique pour l’émission Akhtar menna el marad (Plus dangereux que la maladie) et le meilleur programme d’interviews pour son émission: lamassates cor’aniat.

### Sports
La ville de Mostaganem dispose de deux clubs de football, l’ES Mostaganem qui évolue en Division 2 et le Wa Mostaganem qui évolue en Inter-régions Ouest. Comme des clubs des quartiers de la ville comme Mazagran, Saint Jules, Sidi Hamou ou Salamandre). Les deux clubs évoluent au stade de la ville : stade Bensaïd-Mohamed, d'une capacité de 16 000 places.
En 2009, la ville s'est dotée d'un lycée sportif afin de préparer et de former des sportifs dans différentes spécialités et disciplines et de renforcer les équipes nationales.
Le complexe sportif « Commandant Ferradj » de la ville de Mostaganem réalisé au milieu des années 1970, accueille des nombreuses associations et des équipes sportives locales. Il est composé d’un stade doté de gazon naturel d’une capacité de 20 000 spectateurs, deux autres terrains en gazon artificiel, une structure d’hébergement, de soins et de relaxation, un restaurant, un café, un centre médico-sportif, une piscine olympique, une salle omnisports, une autre de musculation et douze stades de proximité.

### Gastronomie

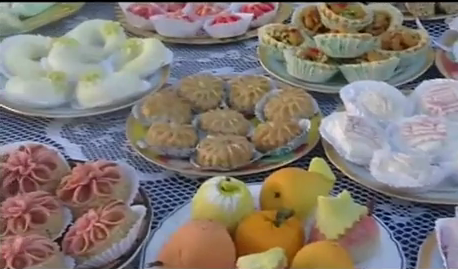
Pâtisserie traditionnelle de la région.

Mostaganem dispose d’un répertoire gastronomique riche, mêlant des produits agricoles variés de la région, des produits de la mer et ceux de la nature. La cuisine mostaganémoise s’établit sur un fond berbère, qui a été enrichis par les apports des occupations successives, parmi les plats remarquables : le couscous aux escargots, la semoule y est relevée d'une sauce aux escargots, légumes et la viande séchée, le couscous appelé taam el hror dont la marqa est composé d'herbes sauvages (menthe sauvage) et d'épices exotiques (poivre, gingembre, cubèbe), des variantes de pâtes artisanaux dont le bouftata et les qouarat, et des tajines tel que chbeh essofra, mais également une manière particulière de préparer les baklawas appelées localement bahlawa.
Le Mhamar au poulet est l'un des plats de la gastronomie de Mostaganem. Il est composé d'oignon, d'ail, de poulet, de pomme de terre, de tomate et d'œuf.

## Personnalités liées à Mostaganem
- Sidi Lakhdar Ben Khlouf, poète, l'un des saint-patrons de la ville et de sa région[68] ;
- Louis Franchet d'Espèrey, maréchal de France, y est né en 1856 ;
- Georges Martin Witkowski, compositeur et chef d'orchestre français, y est né en 1867 ;
- Ahmad al-Alawi (1869-1934), y est né et mort, fondateur la confrérie soufie Alawiyya[76]
- Cheikh Abdelkader Bentobdji, poète, y est né en 1871, auteur du poème « Abdelkader Ya Boualem ».
- Paul Masson (1876-1944), pistard français, triple médaillé d'or aux Jeux olympiques d'été de 1896, y est né.
- Kheïra Es-sebsadjiyya, poétesse et écrivaine, ses écrits sont présents dans les chansons medahates, y est née et décédée en 1940 ;
- Boumédiene Bensmaïn, médecin et indépendantiste algérien, membre fondateur du Croissant-Rouge algérien, y est né 1915 ;
- Mohammed Khadda, peintre, y est né en 1930 ;
- Abdallah Benanteur, peintre, y est né en 1931 ;
- Hadj Moulay Benkrizi, y est né en 1931, maître de la musique arabo-andalouse ;
- Abderrahmane Kaki, dramaturge, y est né en 1934[47] ;
- Maâzouz Bouadjadj, maître de la musique populaire citadine chaâbi, y est né en 1935[47] ;
- Mohamed Chouikh, metteur en scène, y est né en 1943 ;
- Habib Tengour, écrivain, y est né en 1947 ;
- Jean-Marc Pujol, homme politique, maire de Perpignan de 2009 à 2020, y est né en 1949 ;
- Cheikh Bentounès, l'actuel maître soufi de la tariqa Alawiya, y est né en 1949 ;
- Jean Fernandez, footballeur puis entraîneur y est né en 1954 ;
- Kadda Medjeded, parolier, y est né en 1954 ;
- Abdelkader Ghlamallah, auteur-compositeur-interprète de musique arabo-andalouse et du chaâbi algérien, y est né en 1960 ;
- Messaoud Aït Abderrahmane, ancien footballeur international algérien, y est né en 1970 ;
- Nabil Asli, acteur y est né en 1980 ;
- Ishak Belfodil, footballeur y est né en 1992.